# 패션
패션(Fashion)은 다양한 문화적 미학을 가진 옷, 풋웨어, 장신구, 화장품, 주얼리의 창조와 이러한 요소들을 사회적 지위, 자기 표현 및 집단 소속의 표식으로 특징적인 의상 스타일과 유행으로 조합하는 것을 설명하기 위해 상호 교환적으로 사용되는 용어이다. 다면적인 용어로서 패션은 의류산업, 패션 디자인, 미학, 그리고 유행을 설명한다.
'패션'이라는 용어는 '만들다'는 뜻의 라틴어 'Factio'에서 유래했으며, 특정 문화적 미학, 패턴, 모티프, 형태, 재단으로 장식된 의상을 제작하고 조합하며 착용하는 것을 설명하여 사람들이 자신의 집단 소속, 가치, 의미, 신념 및 생활 방식을 보여줄 수 있도록 한다. 상품과 의류의 대량 생산이 저렴한 가격으로 전 세계적으로 확산되면서, 패션의 환경적 영향을 줄이고 지속 가능한 패션을 개선하는 것이 정치인, 브랜드, 소비자들 사이에서 시급한 문제가 되었다.

## 정의

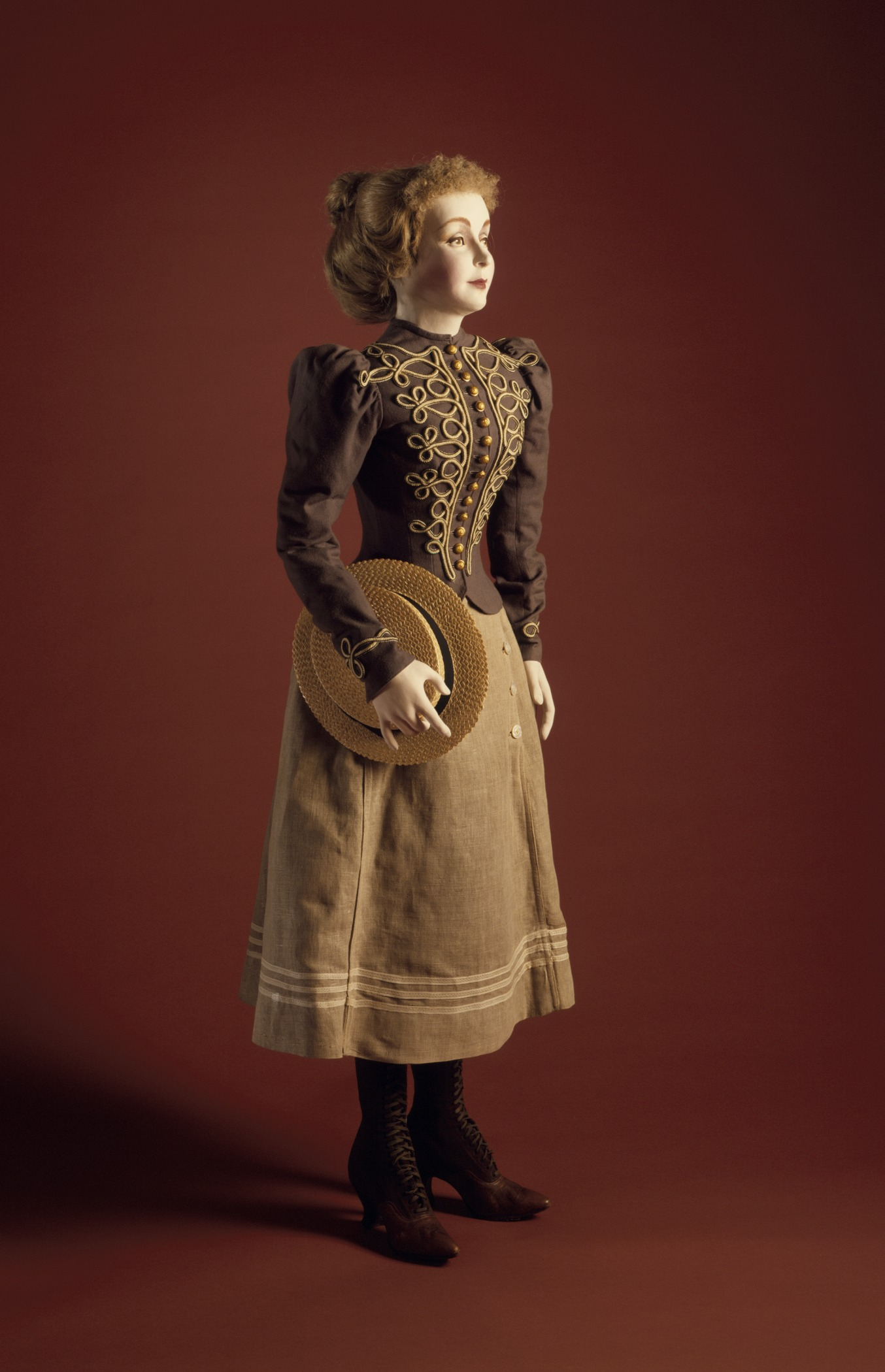
LACMA 소장, 1898년 여성용 자전거 의상

"패션"을 의미하는 프랑스어 mode는 1482년으로 거슬러 올라가지만, 영어로 "유행하는" 것을 나타내는 단어는 16세기에야 등장했다. 스타일과 매력의 개념과 관련된 다른 단어들이 mode보다 먼저 존재했다. 12세기와 13세기 고대 프랑스어에서는 아름다움을 향상시키고 세련됨을 과시하려는 귀족의 선호 맥락에서 우아함의 개념이 나타나기 시작했으며, cointerie, 즉 몸단장과 의상에서 스타일이나 기교를 통해 자신을 다른 사람에게 더 매력적으로 보이게 하는 생각은 13세기 기욤 드 로리스의 시에서 남성들에게 "멋진 옷과 멋진 액세서리가 남자를 훨씬 더 돋보이게 한다"고 조언하는 대목에서 나타난다.
패션 학자 수잔 B. 카이저(Susan B. Kaiser)는 모든 사람이 다른 사람들 앞에 "매개되지 않고 나타나야 한다"고 말한다. 모든 사람은 자신의 복장에 따라 평가되며, 평가에는 옷의 색상, 재료, 실루엣, 그리고 의상이 몸에 어떻게 보이는지 등이 포함된다. 스타일과 재료가 동일한 의상이라도 착용자의 체형, 또는 세탁, 접기, 수선 여부, 새 제품 여부에 따라 다르게 보인다.
패션은 다양한 방식으로 정의되며, 그 적용은 때때로 불분명할 수 있다. 패션이라는 용어가 "계절의 새로운 패션"처럼 차이를 암시하지만, "1960년대 패션"과 같이 일반적인 통일성을 의미하기도 한다. 패션은 최신 유행을 의미할 수 있지만, 종종 이전 시대의 패션을 참조하여 다른 시간대의 패션이 재등장하는 경우도 있다. 유행하는 것이 패션 하우스와 오트쿠튀르와 같이 상대적으로 폐쇄적이고 존경받으며 종종 부유한 미학적 엘리트에 의해 독점적인 모습으로 정의될 수 있지만, 이러한 '모습'은 종종 엘리트로 간주되지 않는 하위문화와 사회 집단에서 참조를 끌어와 디자인되며, 따라서 이들은 스스로 패션이 무엇인지 구별하는 데서 제외된다.
트렌드가 종종 특이한 미학적 표현을 의미하며, 종종 한 시즌보다 짧게 지속되고 시각적 극단으로 식별될 수 있는 반면, 패션은 전통적으로 패션 위크 및 패션 디자인 컬렉션과 연결된 독특하고 산업 지원을 받는 표현이다. 스타일은 여러 시즌에 걸쳐 지속되며 종종 문화 운동 및 사회적 지표, 상징, 계급, 문화(예: 바로크 및 로코코)와 연결된다. 사회학자 피에르 부르디외에 따르면, 패션은 "최신 차이"를 의미한다.
패션, 의류, 코스튬이라는 용어가 종종 함께 사용되지만, 패션은 둘 다와 다르다. 의류는 사회적 의미나 연결이 없는 재료와 기술적 의복을 설명하며; 코스튬은 코스튬 파티 또는 가면무도회 의상을 의미하게 되었다. 대조적으로, 패션은 특정 시간과 맥락에서 의복을 사회적 표식으로 영향하고 "활성화"하는 사회적, 시간적 시스템을 설명한다. 철학자 조르조 아감벤은 패션을 고대 그리스의 질적 개념인 카이로스("올바른, 중요한, 또는 적절한 순간"을 의미)와 연결하고, 의류를 양적 개념인 크로노스(연대순 또는 순차적 시간의 의인화)와 연결한다.

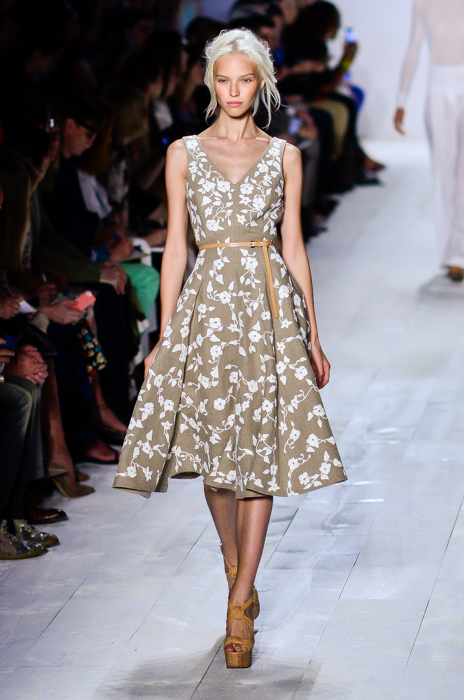
디올, 샤넬, 발렌티노 등 브랜드를 걸었던 패션계 모델 사샤 루스.

일부 독점 브랜드는 오트쿠튀르라는 라벨을 주장할 수 있지만, 프랑스에서 이 용어는 기술적으로 파리의 Chambre Syndicale de la Haute Couture 회원들에게만 한정된다. 오트쿠튀르는 예술과 문화에서 영감을 받아 대부분 경제적 정예층을 위해 예약되는 더 열망적인 것이다. 그러나 뉴욕의 패션 달력에는 꾸뛰르 패션 위크가 열리며, 이는 보다 공평하고 포괄적인 사명을 추구한다.
패션은 또한 사람들이 자신만의 독특한 취향, 감각, 스타일을 보여줄 수 있는 예술의 원천이기도 하다. 다양한 패션 디자인너들은 외부 자극의 영향을 받고 이러한 영감을 그들의 작업에 반영한다. 예를 들어, 구찌의 '얼룩진 녹색' 청바지는 풀 얼룩처럼 보일 수 있지만, 다른 사람들에게는 순수함, 신선함, 그리고 여름을 나타낸다.
패션은 독특하고 자기 충족적이며, 어떤 사람의 정체성의 핵심 부분이 될 수 있다. 예술과 유사하게, 패션에서 개인의 선택의 목표는 반드시 모든 사람에게 사랑받는 것이 아니라 개인적인 취향의 표현이 되는 것이다. 개인의 스타일은 "항상 두 가지 상반된 원칙을 결합하는 사회적 형성"으로 기능한다. 그것은 "다른 사람들과 자신을 구별하는 사회적으로 용인되고 안전한 방법이며, 동시에 사회적 적응과 모방에 대한 개인의 요구를 충족시킨다." 철학자 이마누엘 칸트는 패션이 "진정한 취향 판단과는 아무 관련이 없으며", 대신 "무반사적이고 '맹목적인' 모방의 사례"라고 믿었지만, 사회학자 게오르크 지멜은 패션을 "개인과 사회 간의 거리를 극복하는 데 도움이 되는 것"으로 생각했다. 미국 사회학자 다이애나 크레인(Diana Crane)도 그녀의 책에서 패션이 개인 및 집단 정체성과 밀접하게 얽혀 있으며, 문화적, 사회적, 정치적 소속을 표현하는 수단으로 작용한다고 언급했다.

## 패션의 역사

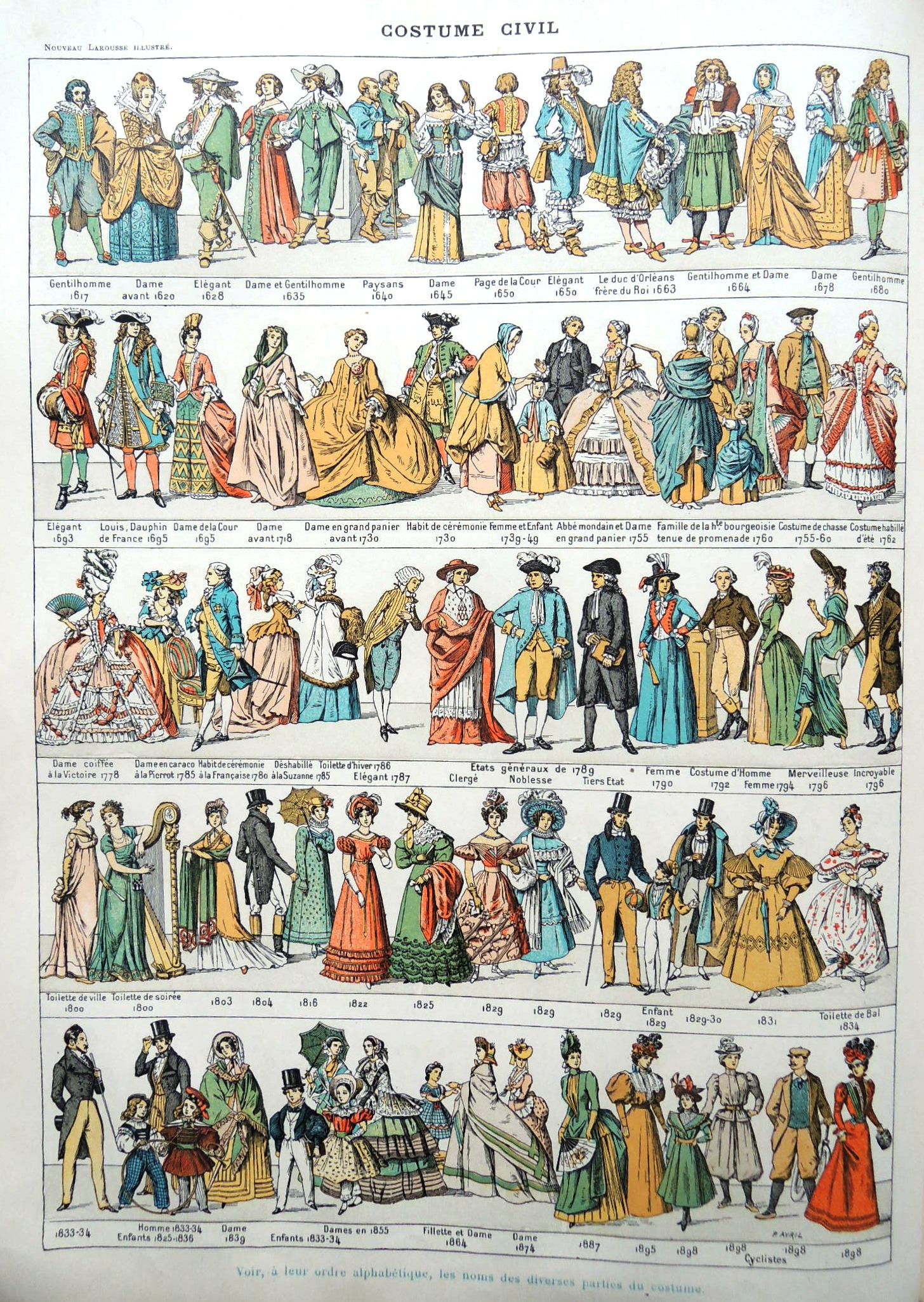
누보 라루스 일러스트레이티드의 프랑스 패션, 1617~1898

옷의 변화는 종종 경제적, 사회적 변화의 시기에 일어났는데, 고대 로마와 중세 칼리파국에서 그러했고, 이후에는 중요한 변화 없이 오랜 기간이 이어졌다. 8세기 이슬람 스페인에서 음악가 지리얍은 고향 바그다드의 계절별, 일상 패션을 바탕으로 세련된 의상 스타일을 자신의 영감을 더해 코르도바에 도입했다. 11세기 중동에서는 튀르크족의 도래 이후 유사한 패션 변화가 일어났는데, 이들은 중앙아시아와 극동 지역의 의상 스타일을 도입했다.

### 서양의 독특성 주장

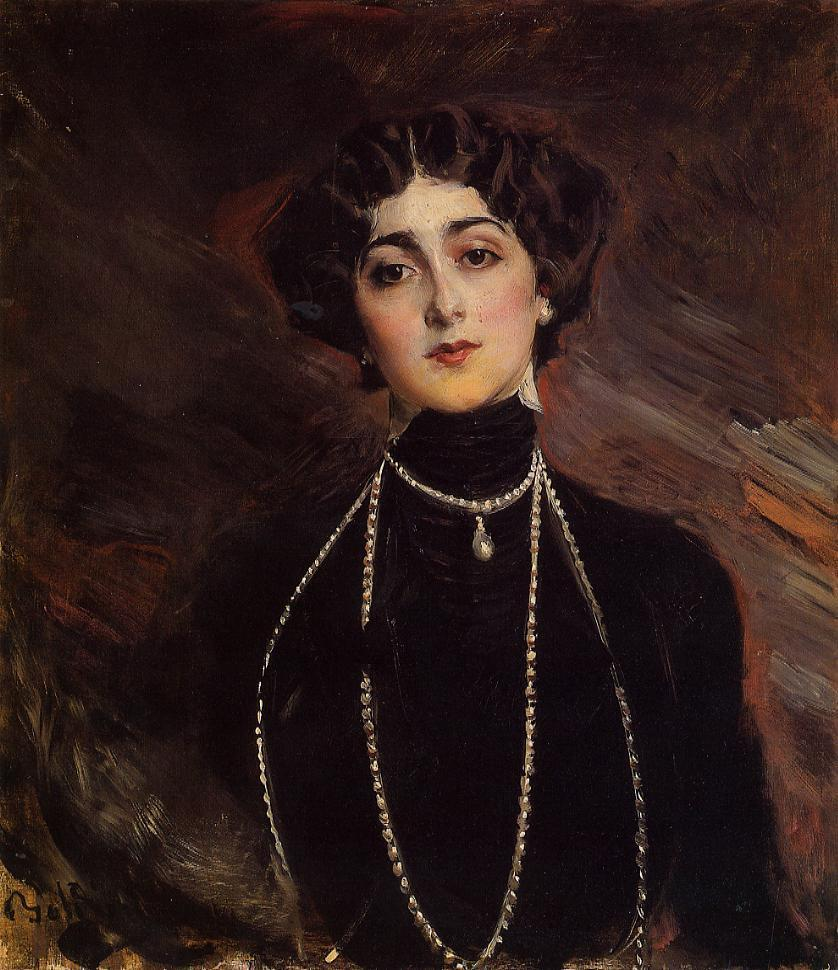
오페라 가수이자 모델이었던 리나 카발리에리. 여러 유명 예술가와 사진작가들의 뮤즈가 되었다.

인도, 이란, 터키, 또는 중국을 방문한 초기 서양 여행자들은 이들 나라에서 패션 변화가 없다는 점을 자주 언급했다. 1609년 일본 에도 막부의 쇼군 비서는 스페인 방문객에게 일본의 옷이 천 년 이상 변하지 않았다고 부정확하게 자랑했다.(pp. 312–313) 그러나 비서양 의류가 거의 진화하지 않았다는 이러한 생각은 일반적으로 사실이 아닌 것으로 여겨진다. 예를 들어, 명나라 시대의 한족 의복에서 급변하는 패션에 대한 상당한 증거가 있다. 중국 황실에서는 의복이 자유와 편안함의 구현이거나 몸을 가리거나 추위로부터 보호하거나 장식적인 목적을 위해서만 사용된 것이 아니었다. 그것은 또한 엄격한 사회 계층 시스템과 중국 사회의 의례 시스템에 기반한 강력한 사치금지법에 의해 규제되었다.(pp. 14–15) 사람들은 성별, 사회적 지위, 직업에 따라 적절하게 옷을 입어야 했다. 중국 의복 시스템은 분명한 진화를 거쳤고 역사 시대마다 외관이 다양했다.(pp. 14–15) 그러나 다른 문화권과 마찬가지로 고대 중국 패션은 인구의 사회경제적 조건을 나타내는 지표였다. 그러나 유교 학자들에게 변화하는 패션은 급속한 상업화로 인한 사회 혼란과 종종 관련되었다.(p. 204) 고대 중국에서 빠르게 변화하는 패션은 고대 중국 문헌에 기록되었는데, 때때로 shiyang, "현대 스타일"로 언급되었고, 일반적으로 부정적인 의미를 갖는 부야오, "터무니없는 옷차림" 개념과 관련되었다.(p. 44) 의복의 유사한 변화는 겐로쿠 문화와 에도 시대(1603-1867) 후기 사이에 일본의 옷에서 볼 수 있으며, 이 기간 동안 의복 트렌드는 화려하고 값비싼 부의 과시에서 절제되고 억압된 스타일로 바뀌었다.

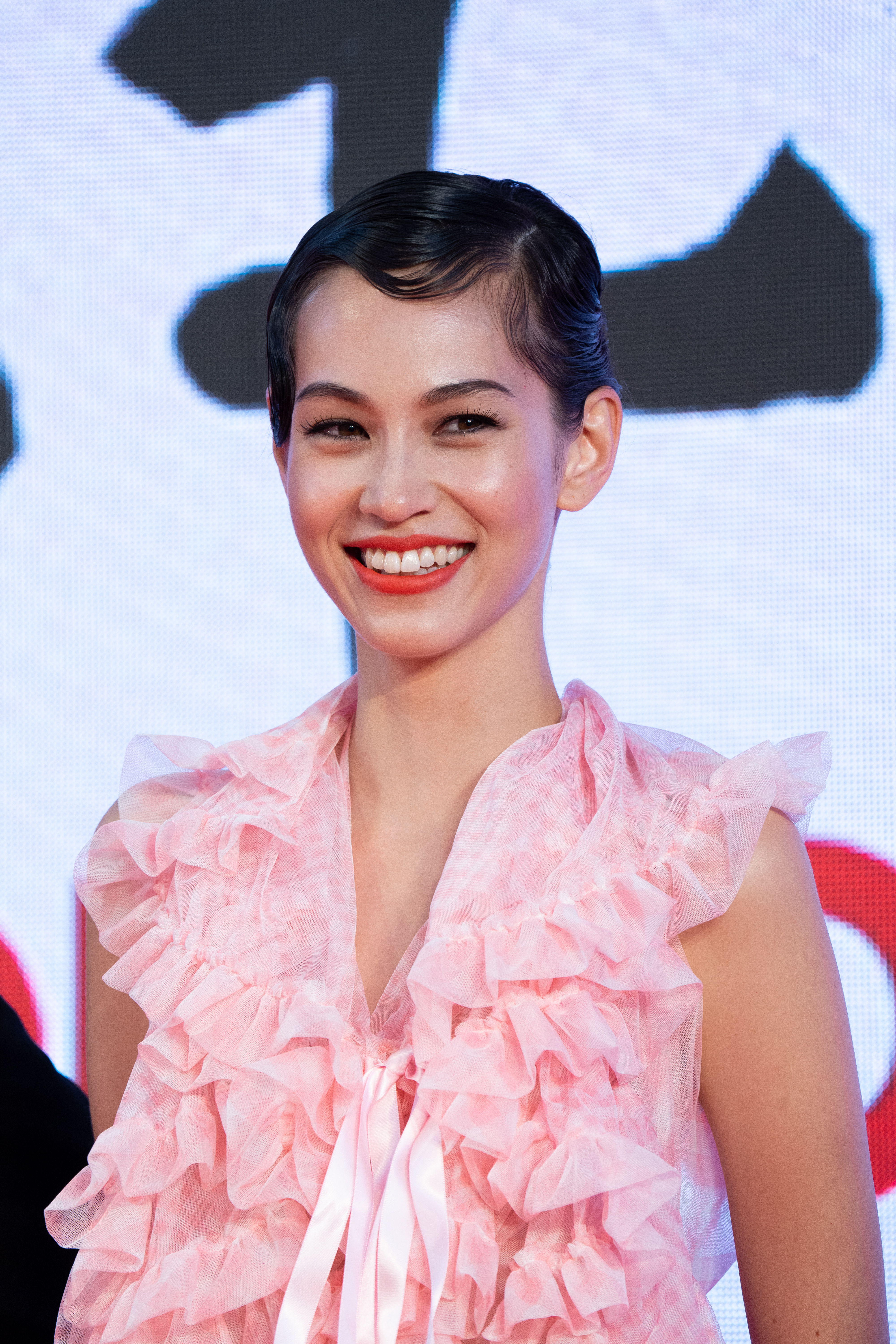
미즈하라 키코는 전통적인 일본 요소를 현대 패션과 혼합하여, 일본 스타일이 정적이거나 구식이라는 고정관념에 도전하는 것으로 알려진 디자이너이다.

동양이라고 여겨지던 지역에서 패션이 부족하다는 신화는 서구 제국주의와 관련이 있었으며, 이는 종종 오리엔탈리즘을 동반했고 19세기에는 유럽 제국주의가 특히 절정에 달했다.(p. 10) 19세기 당시 유럽인들은 중국을 유럽과 이분법적으로 대조하며 "패션이 부족한" 곳으로 묘사했고, 유럽인들은 중국(p. 10)뿐만 아니라 아시아의 다른 나라들과(p. 166)
잠재적 오리엔탈리즘은 동양이 무엇인지에 대한 무의식적이고 건드릴 수 없는 확신으로, 정적이고 단일하며, 분리되고, 특이하고, 낙후되어 있으며, 조용히 다르고, 관능적이며, 수동적이다. 그것은 독재 경향이 있고 진보에서 멀어진다. [...] 그 발전과 가치는 서양과 비교하여 판단되므로, 그것은 타자이다. 많은 엄격한 학자들은 [...] 동양을 서양의 관심, 재건, 심지어 구원을 필요로 하는 장소로 보았다.— Laura Fantone quoted Said (1979), Local Invisibility, Postcolonial Feminisms Asian American Contemporary Artists in California, page 166

유사한 아이디어는 인도, 중동 등 동아시아의 다른 나라에도 적용되었는데, 그곳에서 인식된 패션 부족은 아시아 사회 및 정치 체제에 대한 모욕적인 발언과 관련되었다:(p. 187)
나는 튀르크족과 다른 동양 민족의 변함없는 패션이 나를 매료시키지 않는다는 것을 인정한다. 그들의 패션은 그들의 어리석은 독재를 보존하는 경향이 있는 것 같다.— 장바티스트 세이 (1829)

### 아프리카
또한 서아프리카에는 오랜 패션 역사가 있다. 옷감은 16세기 초부터 포르투갈인 및 네덜란드인과의 무역에서 통화 형태로 사용되었으며, 현지에서 생산된 옷감과 저렴한 유럽 수입품은 서아프리카의 성장하는 엘리트 계층과 상주하는 금 및 노예 상인들을 수용하기 위한 새로운 스타일로 조립되었다. 오요 제국과 이보족이 거주하는 지역에는 특히 강한 직조 전통이 있었다.

### 서구 세계의 패션

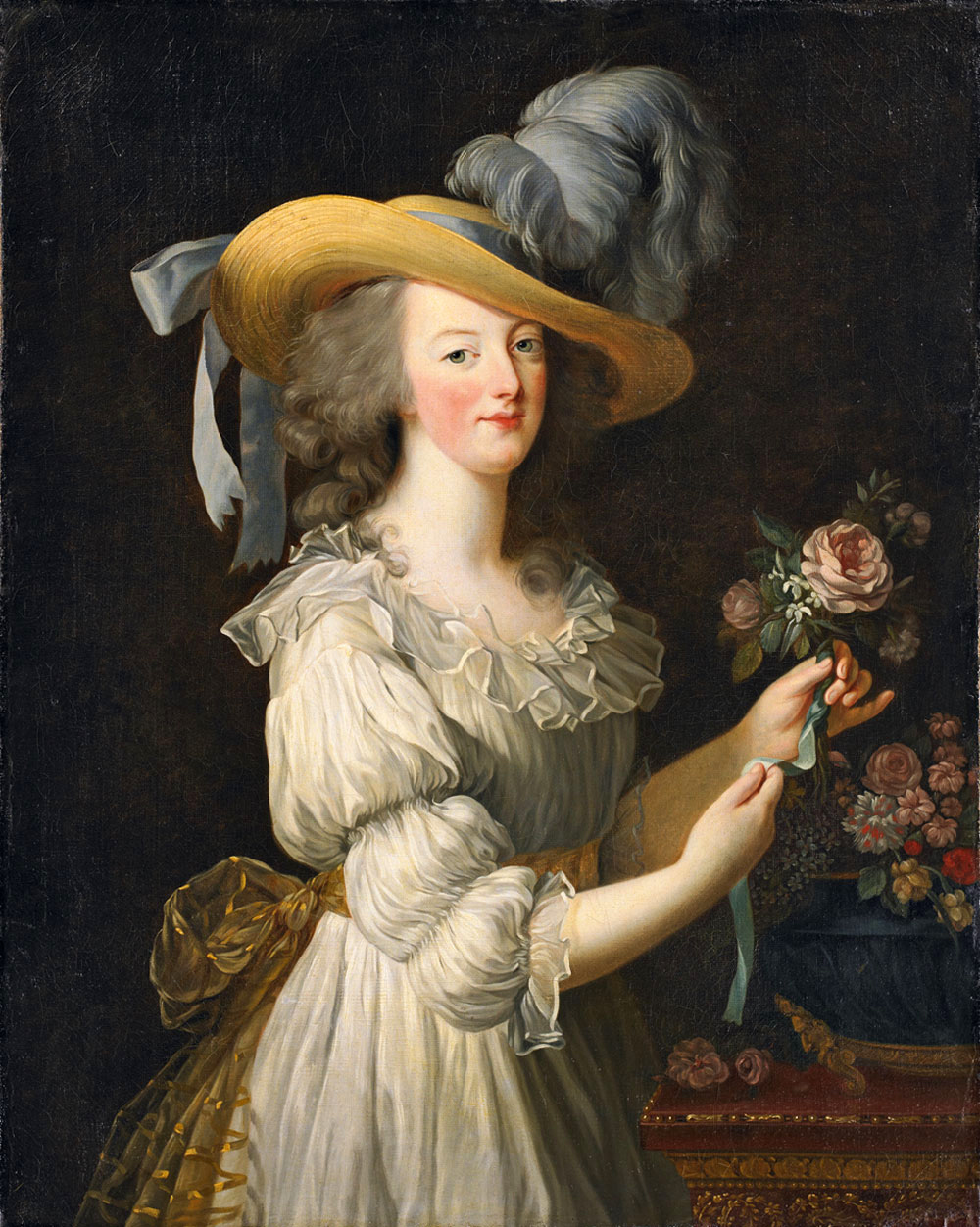
루이 16세의 왕비 마리 앙투아네트는 패션의 선두주자였다. 1783년의 흰색 모슬린 드레스인 슈미즈 아 라 렌느와 같은 그녀의 선택은 매우 영향력이 컸고 널리 입혔다.

유럽에서 옷 스타일의 지속적이고 가속화되는 변화의 시작은 후기 중세 시대로 거슬러 올라갈 수 있다. 제임스 라버와 페르낭 브로델을 포함한 역사가들은 서구 패션의 시작을 14세기 중반으로 보지만,(p. 317)(p. 62) 14세기 이전에는 채색 필사본이 흔하지 않았기 때문에 현대 이미지에 크게 의존하는 경향이 있다. 패션의 가장 극적인 초기 변화는 남성 상의의 길이가 종아리 길이에서 엉덩이를 겨우 덮는 길이로 갑작스럽게 급격히 짧아지고 몸에 붙게 된 것이었다. 때로는 가슴에 속을 채워 더 크게 보이게 하기도 했다. 이것은 레깅스나 바지 위에 입는 맞춤형 상의라는 독특한 서구의 윤곽을 만들어냈다.
다음 세기에 변화의 속도는 상당히 빨라졌고, 여성과 남성 패션, 특히 머리 모양과 장식은 똑같이 복잡해졌다. 따라서 미술사학자들은 패션을 자신감 있고 정확하게 사용하여 이미지를, 특히 15세기 이미지의 경우 5년 이내로 날짜를 추정할 수 있다. 처음에는 패션의 변화가 유럽 상류층의 옷 입는 방식의 단편화를 초래했으며, 이전에는 매우 유사했던 스타일이 분화되고 독특한 국가적 스타일이 발전했다. 이러한 국가적 스타일은 17세기에서 18세기 사이에 앙시앵 레짐 프랑스에서 비롯된 유사한 스타일이 다시 부과될 때까지 매우 다르게 유지되었다.(pp. 317–324) 부유층이 보통 패션을 이끌었지만, 근세 유럽의 부의 증가로 부르주아지와 심지어 농민들까지도 멀리서 유행을 따르게 되었는데, 이는 엘리트들에게는 불편할 정도로 가까운 요소였다. 페르낭 브로델은 이를 패션 변화의 주요 동력 중 하나로 간주한다.(pp. 313–315)

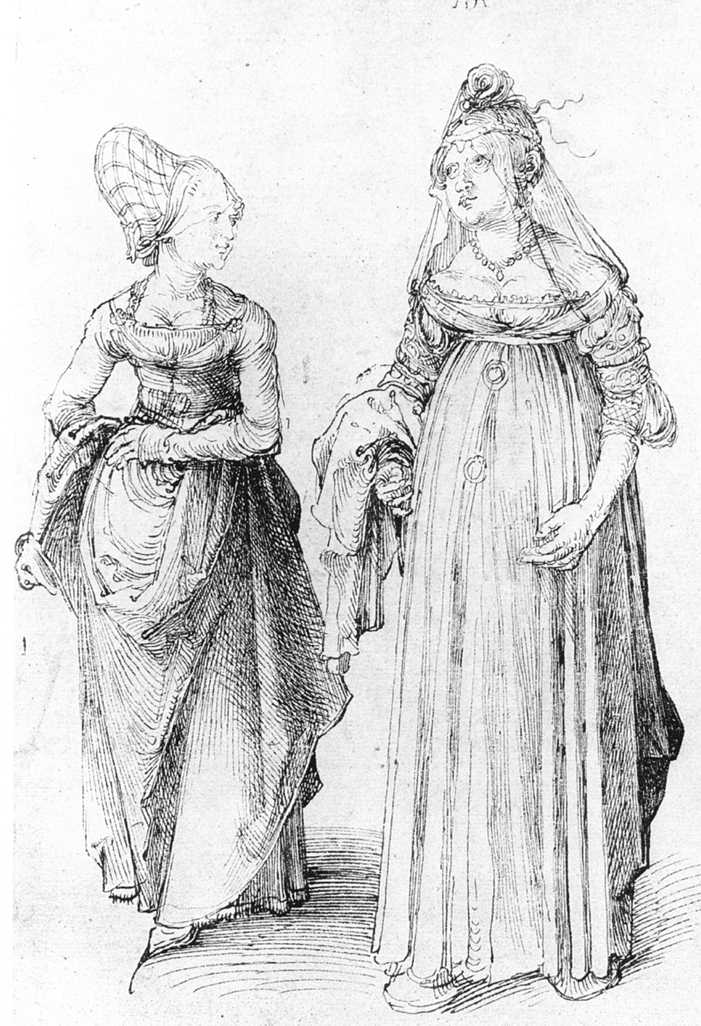
알브레히트 뒤러의 그림은 뉘른베르크의 잘 차려입은 부르주아 여성(왼쪽)과 베네치아의 그녀를 대조한다. 베네치아 여성의 높은 초핀은 그녀를 더 키 크게 보이게 한다.

16세기에는 국가별 차이가 가장 두드러졌다. 16세기 독일 또는 이탈리아 신사들의 초상화 열 점은 완전히 다른 모자 열 점을 보여줄 수 있다. 알브레히트 뒤러는 15세기 말 뉘른베르크와 베네치아 패션의 실제(또는 합성) 대조를 그의 삽화(오른쪽)에서 보여주었다. 16세기 후반의 "스페인 스타일"은 유럽 상류층 간의 동시성으로 회귀하기 시작했으며, 17세기 중반의 투쟁 이후 프랑스 스타일이 결정적으로 리더십을 장악했으며, 이 과정은 18세기에 완료되었다.(pp. 317–321)
비록 직물 색상과 패턴은 매년 바뀌었지만, 신사의 코트 재단과 조끼 길이, 또는 숙녀복 재단 패턴은 더 천천히 변했다. 남성 패션은 주로 군복 모델에서 파생되었으며, 유럽 남성 실루엣의 변화는 유럽 전쟁터에서 신사 장교들이 "슈타인키르크" 크라바트나 넥타이와 같은 다양한 스타일을 참고할 기회를 가지면서 활기를 띠었다. 양측은 옷 아래 셔츠를 입었으며, 셔츠의 재단과 스타일은 수세기 동안 거의 변화할 이유가 없었다.
16세기부터 프랑스에서 옷을 입힌 인형이 배포되었고, 아브라함 보세는 1620년대에 패션 판화를 제작했지만, 1780년대에 최신 파리 스타일을 보여주는 프랑스 판화 출판이 증가하면서 변화의 속도가 빨라졌다. 1800년경에는 모든 서유럽인들이 비슷하게 옷을 입었거나 (그들은 그렇게 생각했다); 지역적 변화는 처음에는 지방 문화의 표시가 되었고 나중에는 보수적인 농민의 상징이 되었다.(p. 317)(p. 62)

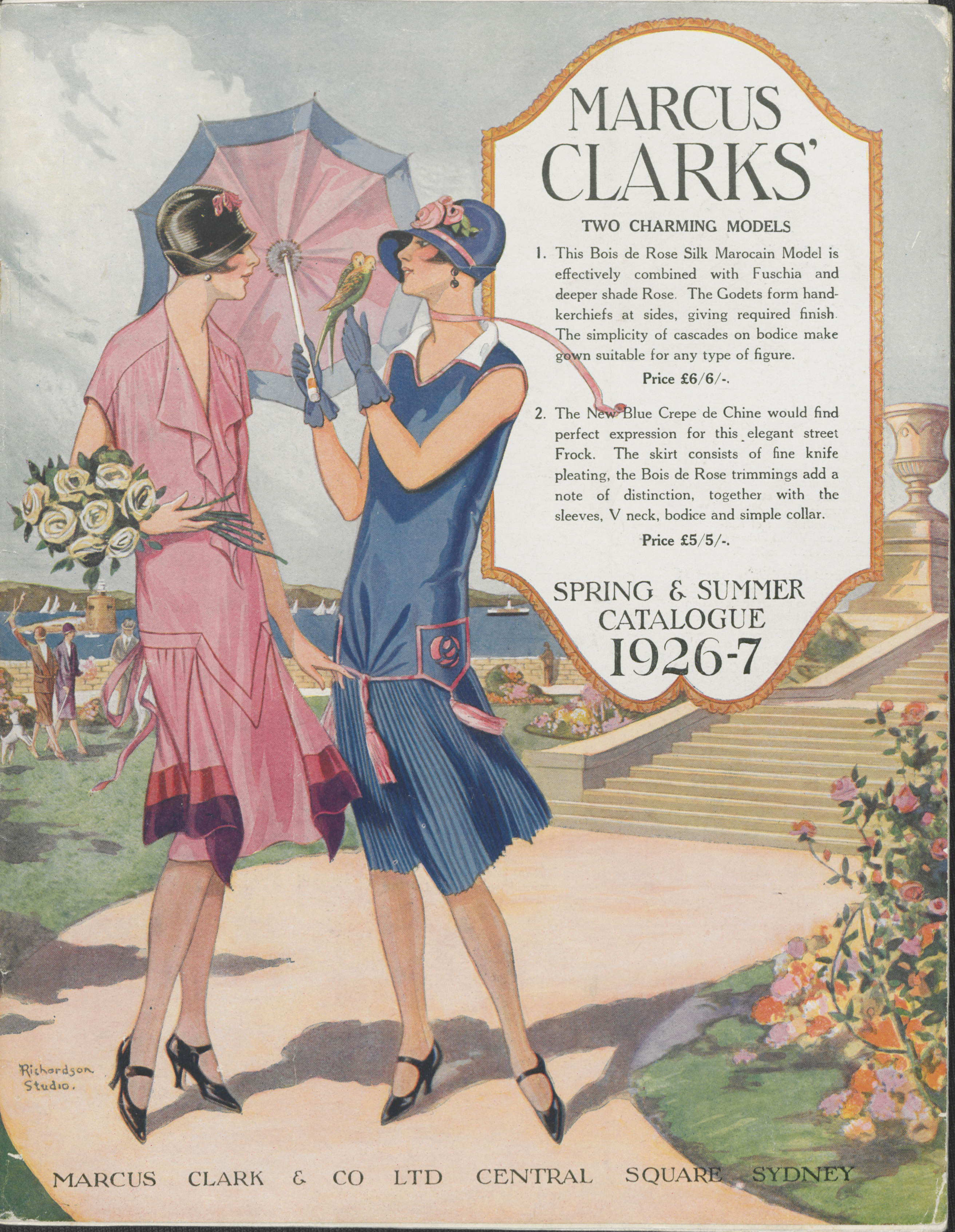
마커스 클라크 & 컴퍼니의 1926-27년 봄/여름 카탈로그 표지

재단사와 드레스 메이커가 많은 혁신에 기여했으며 섬유 산업이 실제로 많은 트렌드를 이끌었지만, 패션 디자인의 역사는 일반적으로 1858년 영국 출신의 찰스 프레데릭 워스가 파리에 최초의 진정한 오트쿠튀르 하우스를 열었을 때부터 시작된 것으로 이해된다. 오트 하우스는 업계 표준을 충족하는 패션 하우스에 대해 정부가 정한 이름이었다. 이들 패션 하우스는 최소 20명의 직원이 의류 제작에 참여하고, 연간 두 번의 패션쇼에서 컬렉션을 선보이며, 고객에게 일정 수의 패턴을 제시하는 등 표준을 계속 준수한다. 이후 패션 디자이너가 그 자체로 유명인이라는 생각이 점점 더 지배적이 되었다.

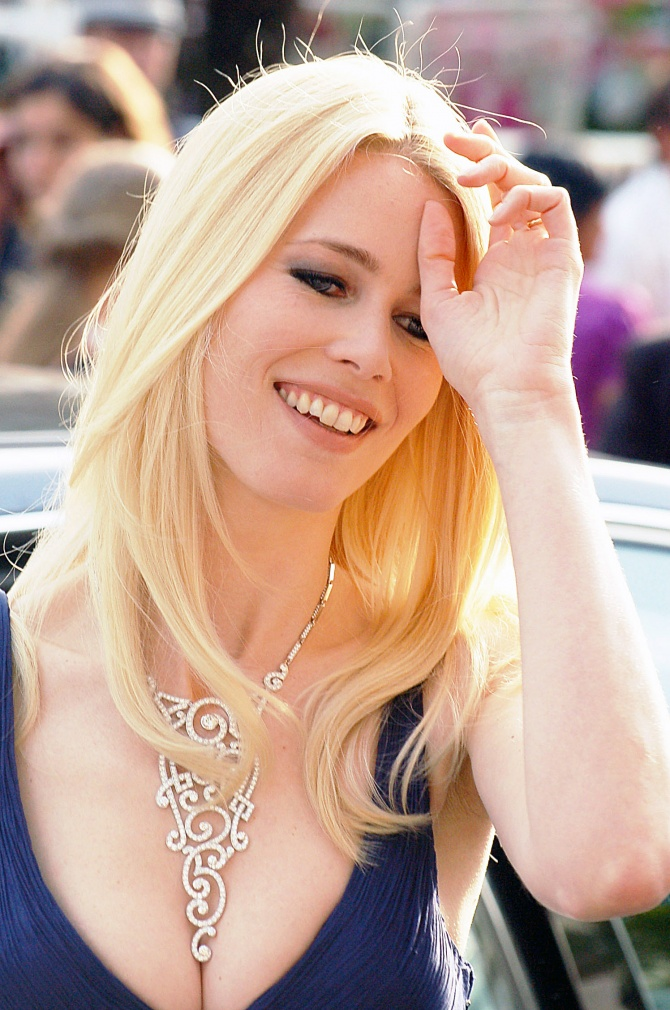
클라우디아 시퍼는 샤넬, 베르사체, 발렌티노와 같은 주요 브랜드를 대표하며 유럽에서 가장 상징적인 모델 중 한 명이 되었다.

패션은 여성적이거나 남성적일 수 있지만, 추가적인 유행은 양성적인 경향이 있다. 유니섹스 의류의 개념은 1960년대에 피에르 가르뎅과 루디 건라이히(Rudi Gernreich)와 같은 디자이너들이 남녀 모두가 입을 수 있는 신축성 있는 저지 튜닉이나 레깅스 같은 의류를 만들면서 시작되었다. 유니섹스 착용성의 영향은 양성성, 대량 시장 소매, 개념적 의류 등 패션의 다양한 주제를 포괄하도록 더욱 넓게 확장되었다. 양가죽 재킷, 항공 재킷, 더플 코트, 비정형 의류와 같은 1970년대의 패션 트렌드는 남성들이 디너 재킷 없이 사교 모임에 참석하고 새로운 방식으로 액세서리를 착용하도록 영향을 미쳤다. 일부 남성 스타일은 관능미와 표현력을 혼합했으며, 성장하는 동성애자 권리 운동과 젊음에 대한 강조는 스타일과 이전에 여성 의류와 관련되었던 울 크레이프와 같은 직물로 실험할 새로운 자유를 허용했다.
현재 주요 패션의 수도는 뉴욕 (맨해튼), 파리, 밀라노, 런던으로 인정되며, 이들 모두는 가장 중요한 패션 회사들의 본거지이자 세계 패션에 큰 영향력을 미치는 것으로 유명하다. 이 도시들에서는 패션 위크가 개최되어 디자이너들이 새로운 의류 컬렉션을 대중에게 선보인다. 한 연구는 뉴욕 맨해튼 의류 지구와의 일반적인 근접성이 미국 패션 생태계에 참여하는 데 중요함을 입증했다. 오트쿠튀르는 이제 같은 브랜드를 사용하는 프레타포르테 컬렉션과 향수 판매로 대부분 보조금을 받고 있다.
현대 서양 문화의 사람들은 옷을 선택하는 데 있어서 매우 다양한 선택권을 가지고 있다. 개인이 무엇을 입을지는 그들의 개성이나 흥미를 반영할 수 있다. 사회적 지위가 높은 사람들이 새롭거나 다른 스타일을 입기 시작하면, 그들은 새로운 패션 트렌드를 촉발할 수 있다. 이들을 좋아하거나 존경하는 사람들은 그들의 스타일에 영향을 받아 유사한 스타일의 옷을 입기 시작한다.
패션은 사회 내에서 나이, 사회 계급, 세대, 직업, 지리적 위치에 따라 상당히 다를 수 있으며, 시간의 흐름에 따라 달라질 수도 있다. 패셔니스타(fashionista)와 패션 희생자라는 용어는 현재 유행하는 패션을 맹목적으로 따르는 사람을 지칭한다.

### 아시아

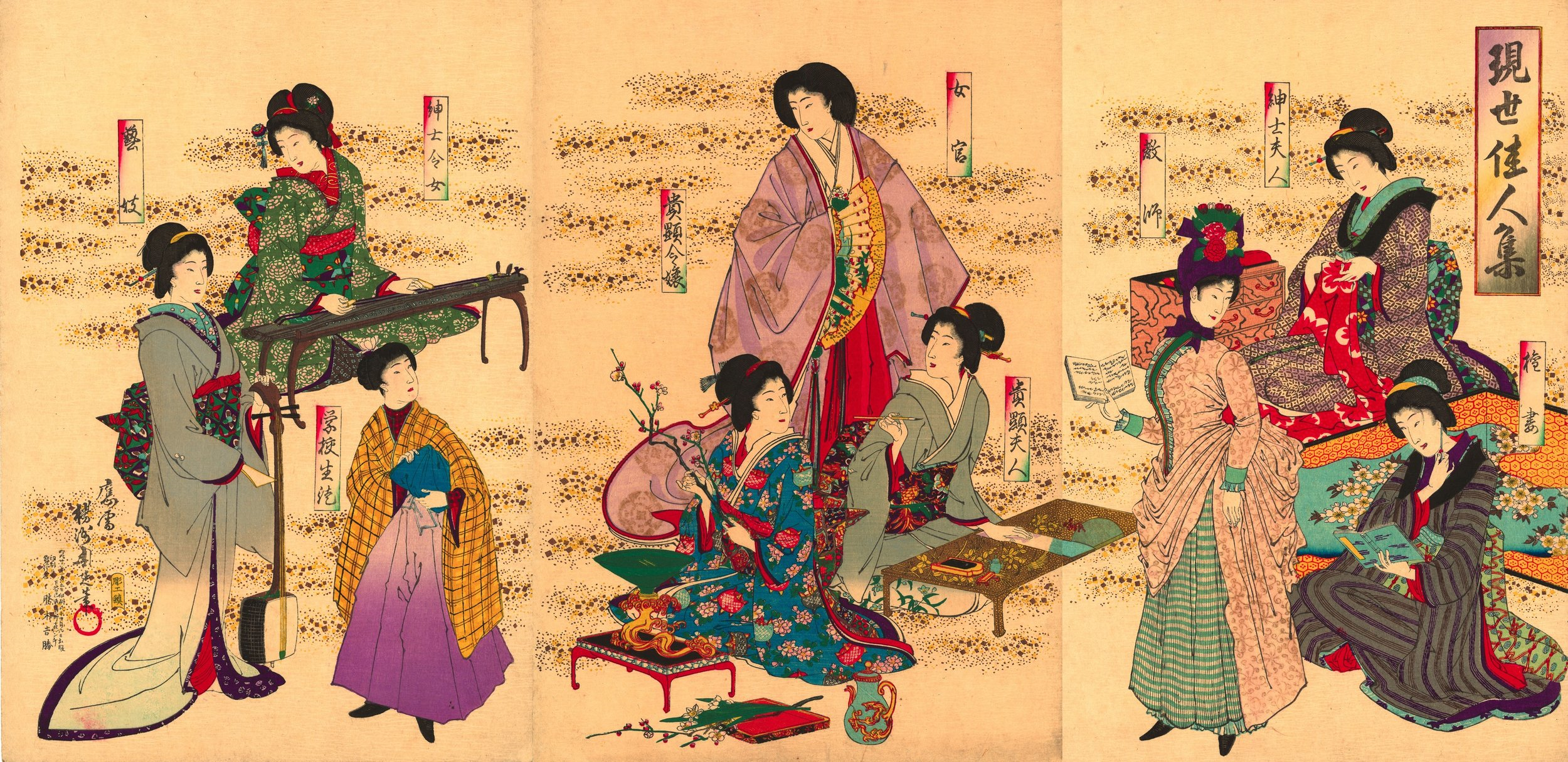
요슈 치카노부의 겐세이 카진 슈, 1890년. 다양한 스타일의 전통 일본 의상과 서양 스타일.

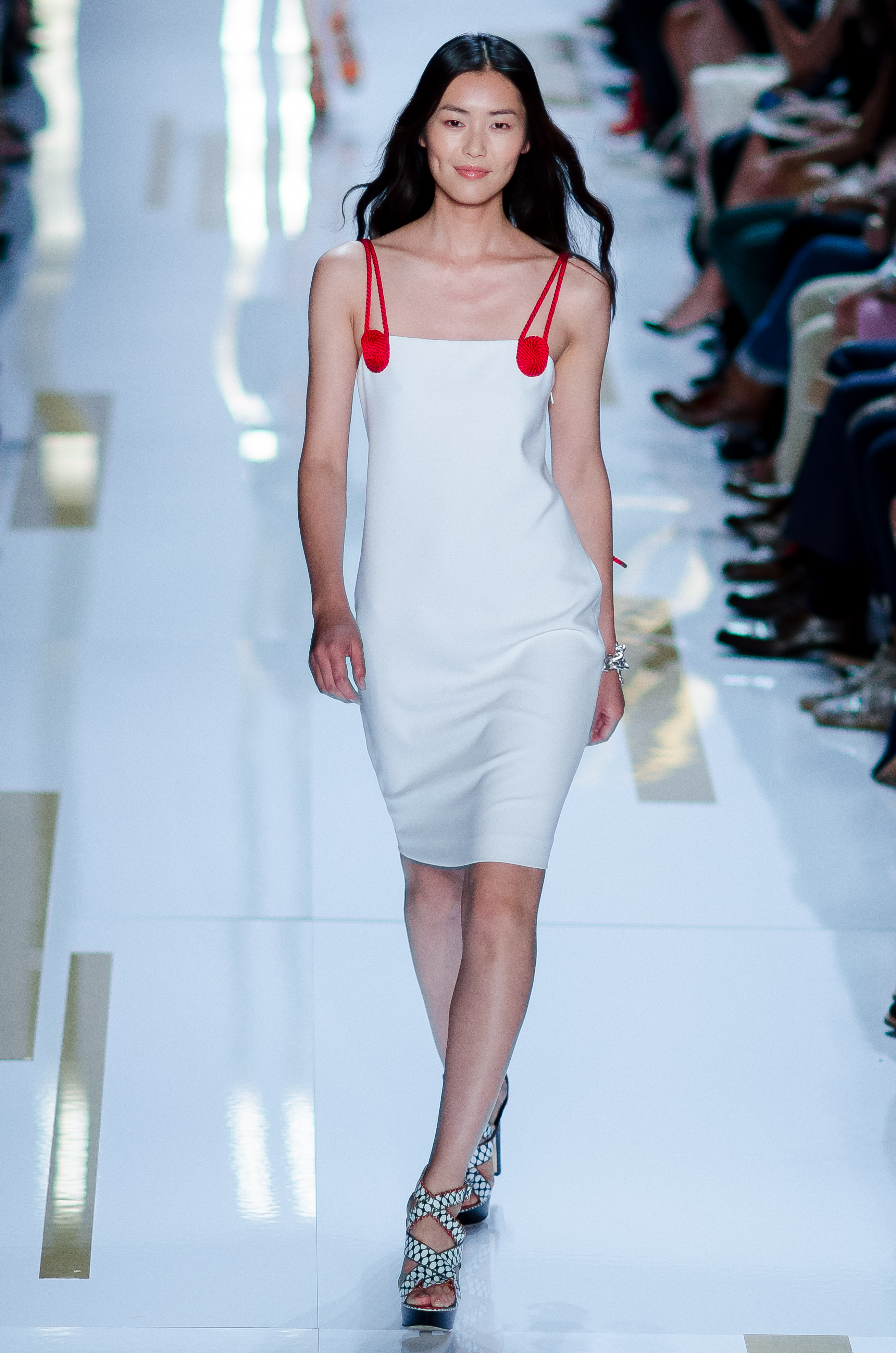
류원, 슈퍼모델, 뉴욕 패션 위크 2013에서 디자이너 다이앤 본 퍼스텐버그의 패션을 모델링하며 런웨이를 걷고 있다.

2000년대 초반, 아시아 패션의 영향은 지역 및 세계 시장에서 점점 더 중요해졌다. 중국, 일본, 인도, 파키스탄과 같은 나라들은 전통적으로 풍부한 전통을 가진 대규모 섬유산업을 가지고 있었다. 비록 이러한 전통들이 종종 서양 디자이너들에게 영감을 주었지만, 아시아 의류 스타일은 2000년대 초중반에 상당한 영향력을 얻었다.
중국
중국의 패션은 수세기 동안 끊임없이 변화했다. 중국에서는 당나라(618-907) 시대 내내 여성들이 번영을 과시하기 위해 사치스러운 의상을 입었다. 원나라(1279-1368)의 몽골 남성들은 헐렁한 로브를 입었고; 기마병들은 말을 탈 때 편의를 위해 짧은 로브, 바지, 부츠를 착용했다. 청나라(1644-1911) 지도자들은 만주족 복장을 유지하면서 관리들을 위한 새로운 의복을 제정했다. 10세기에 처음 도입된 전족은 보존되지 않았지만, 이 시대의 여성들은 숙녀다운 걸음걸이를 유도하는 특정 굽을 신어야 했다.
그리고 1920년대에 치파오가 유행했으며, 이 스타일은 스탠드 칼라, 트럼펫 소매, 일자 실루엣, 짧은 옆트임으로 구성되었다. 그 이후 디자이너들은 치파오가 더욱 인기를 얻으면서 모피 코트, 망토, 긴 옆트임이 있는 몸에 꼭 맞는 드레스와 같은 서양 패션으로 나아가기 시작했다. 1950년대와 60년대에는 이중 단추줄, 비스듬한 주머니, 벨트가 달린 '레닌 코트'가 중국 남성들 사이에서 유행했다.
인도

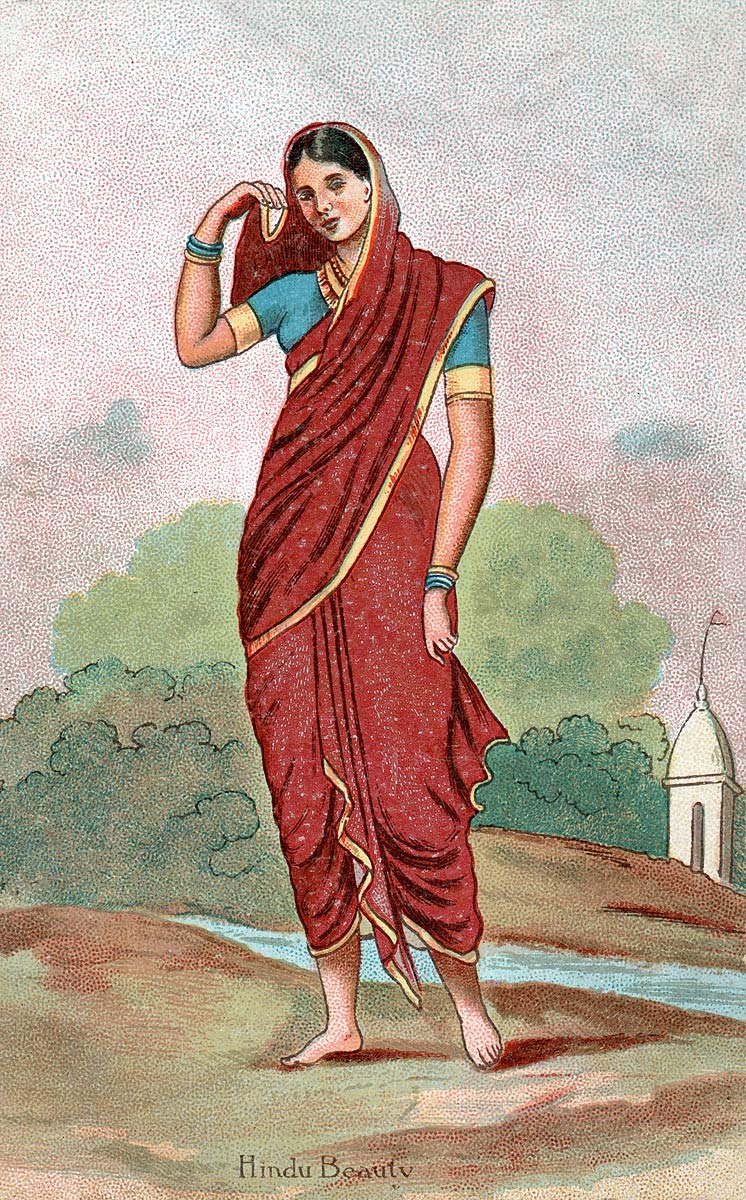
인도 아대륙에서 가장 오래되고 인기 있는 의류 중 하나인 사리를 입은 힌두교 여성.

인도에서는 다른 종교를 따르는 사람들이 각자의 종교에 해당하는 옷을 입는 것이 흔했다. 15세기에는 무슬림 여성과 힌두교 여성이 눈에 띄게 다른 의복을 입었다. 이는 다른 많은 동양 국가에서도 볼 수 있는 현상이다.
빅토리아 시대에 대부분의 여성들은 사리 아래에 블라우스를 입지 않았는데, 이는 빅토리아 사회에 맞지 않았다. 그러나 영국과 인도 패션은 다음 수십 년 동안 서로 영향을 주게 된다. 1920년대에는 민족주의자들이 저항의 상징으로 카디 천을 채택했다. 이때 간디가 저항의 얼굴이 되어 사람들이 카디를 직접 방적하고 직조하여 입게 했다. 오늘날 살와르 카미즈는 인도의 민족 의상으로 인정받고 있다.
일본
일본의 경우, 메이지 시대(1868-1912) 사람들은 서양 스타일을 일본 패션에 널리 도입했는데, 이는 일본 유행의 놀라운 변화로 간주된다. 그들은 서양 문화의 스타일과 관행을 광범위하게 채택했다. 상류층은 호화로운 무늬 실크와 같은 더 사치스러운 의상을 입고 화려한 새시로 자신을 장식했다. 여성들도 전통적인 기모노 대신 서양식 드레스를 대중 앞에서 입기 시작했다. 대부분의 관리들도 서양식 슈트를 입어야 했다. 이런 식으로 일본인들은 서양 패션에 서서히 적응했다. 더욱이 인도와 마찬가지로 일본의 여러 종교는 다른 의복을 입는다.

## 패션 산업

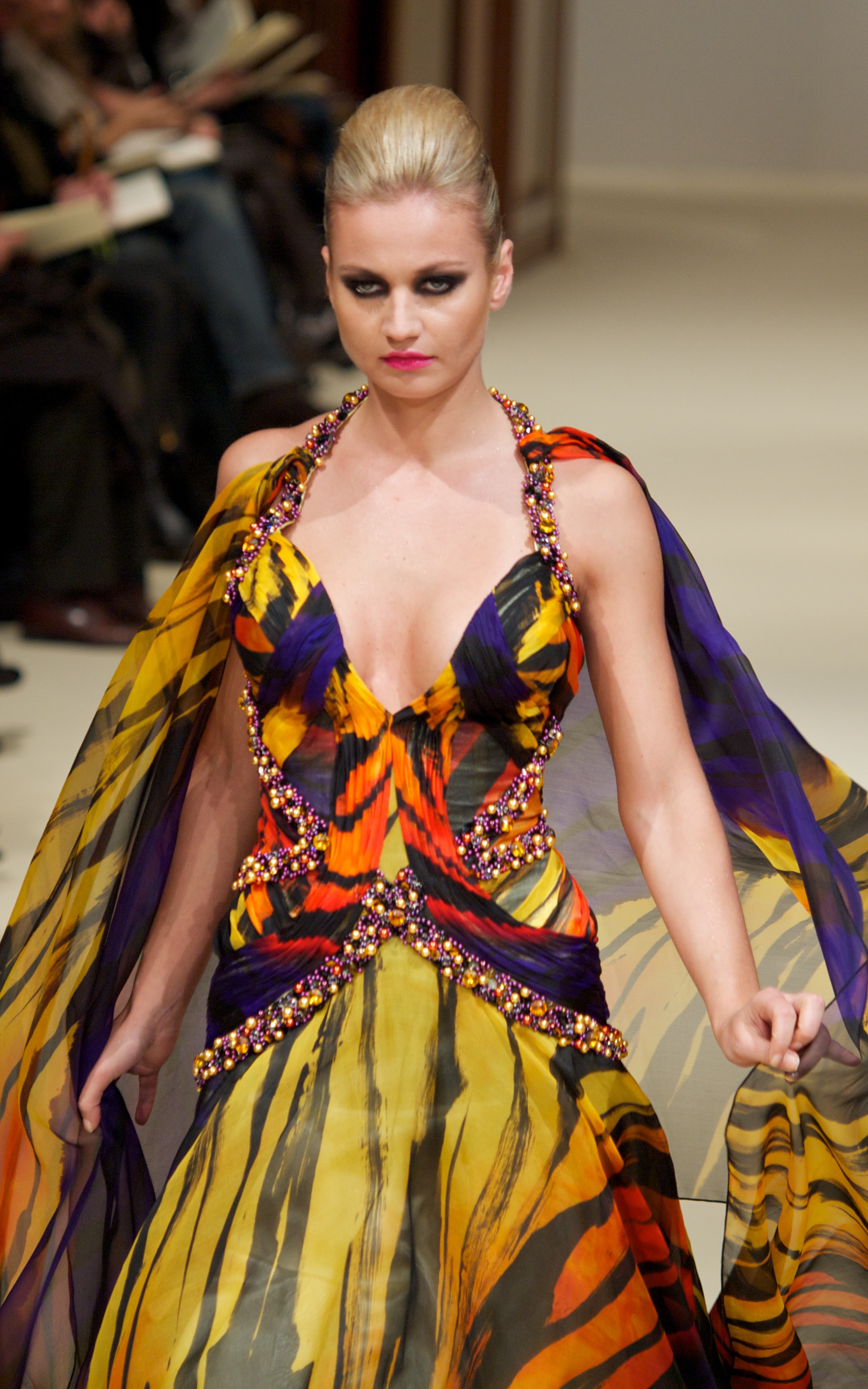
2011년 현재 패션 트렌드를 반영하는 현대적인 드레스를 입은 모델

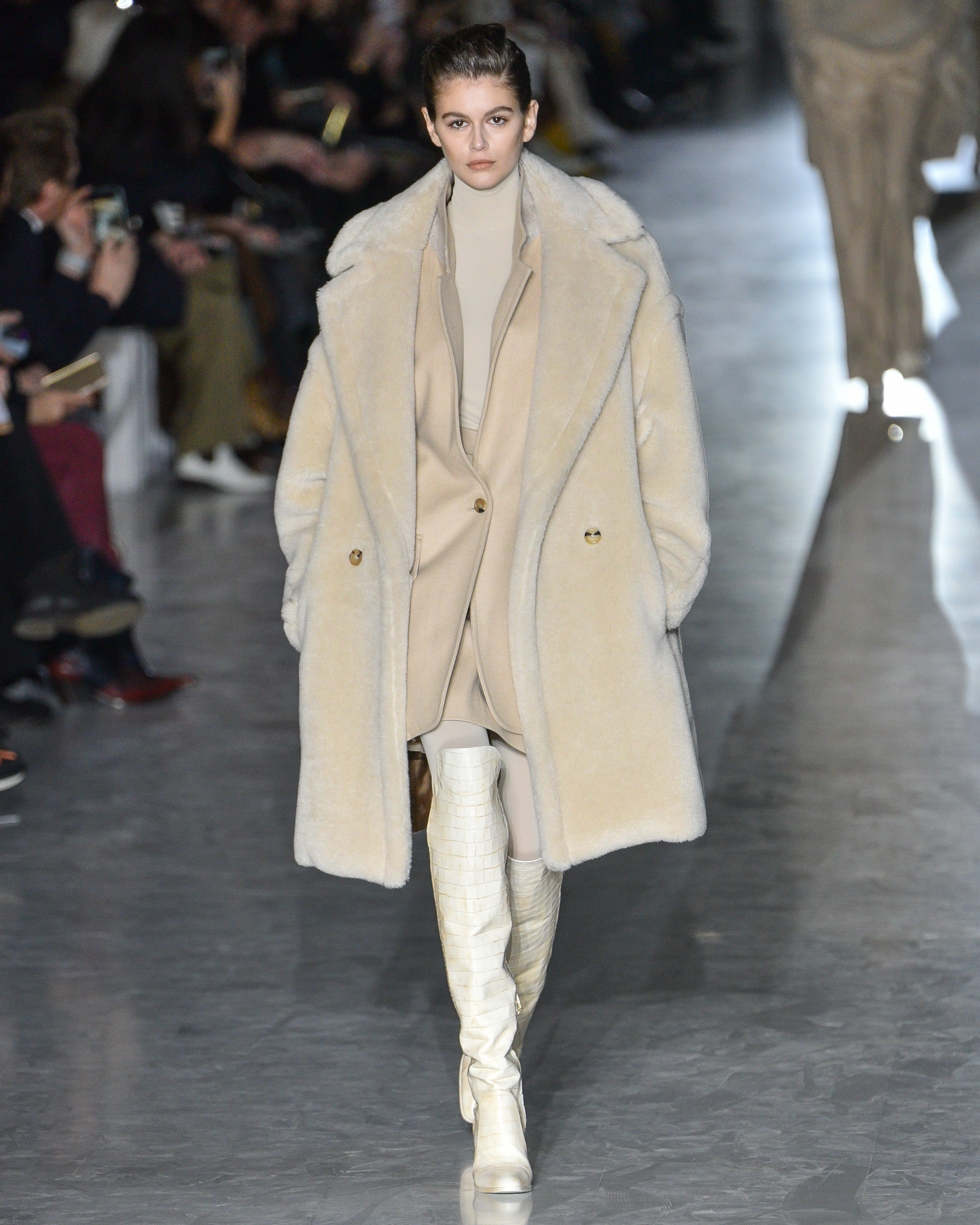
2019년 밀라노 막스마라 패션 위크의 카이아 거버

가장 일반적으로 사용되는 의미에서 패션은 패션 산업을 통해 판매되는 현재의 표현을 의미한다. 세계 패션 산업은 현대 시대의 산물이다. 서구 세계에서는 중세 시대부터 재단이 길드에 의해 통제되었지만, 산업화가 등장하면서 길드의 권력은 약화되었다. 19세기 중반 이전에는 대부분의 의류가 맞춤 의류였다. 그것은 가정 생산으로든 재단사나 재봉사에게 주문해서든 개인을 위해 손으로 만들어졌다. 20세기 초, 재봉틀과 같은 신기술의 발전, 글로벌 무역의 성장, 공장 생산 시스템의 개발, 그리고 백화점과 같은 소매점의 확산으로 의류는 표준 사이즈로 점점 더 대량 생산되어 고정 가격으로 판매되었다.
패션 산업은 유럽과 미국에서 먼저 발전했지만, 2017년 현재 국제적이고 고도로 세계화된 산업으로, 의류는 종종 한 국가에서 디자인되고 다른 국가에서 제조되어 전 세계적으로 판매된다. 예를 들어, 미국 패션 회사는 중국에서 원단을 조달하고 베트남에서 옷을 제조하며, 이탈리아에서 마무리하고 미국 창고로 배송하여 국제 소매점에 유통할 수 있다.
패션 산업은 오랫동안 미국에서 가장 큰 고용주 중 하나였으며, 21세기에도 그러하다. 그러나 패션 부문의 미국 고용은 생산이 특히 중국으로 해외로 이동하면서 상당히 감소하기 시작했다. 패션 산업 관련 데이터는 일반적으로 국가 경제 단위로 보고되며 산업의 많은 개별 부문별로 표현되기 때문에, 세계 섬유산업 및 의류산업 생산에 대한 총계 수치는 얻기 어렵다. 그러나 어떤 측정 방식으로든 의류 산업은 세계 경제 생산량의 상당 부분을 차지한다.
패션 산업은 네 가지 수준으로 구성된다:
1. 원자재 생산, 주로 섬유, 직물, 그리고 피혁과 모피.
2. 디자이너, 제조업체, 계약업체 등이 패션 제품을 생산한다.
3. 소매 판매.
4. 다양한 형태의 광고 및 홍보.

패션 산업의 주요 초점은 많은 개별적이지만 상호 의존적인 분야로 구성된다. 이러한 분야에는 텍스타일 디자인 및 생산, 패션 디자인 및 제조, 패션 소매, 머천다이징 및 마케팅, 패션쇼, 미디어 및 마케팅이 포함된다. 각 분야는 산업 참여자들이 이윤을 얻을 수 있는 조건에서 의류에 대한 소비자 수요를 충족시키는 것을 목표로 한다.

## 패션 트렌드

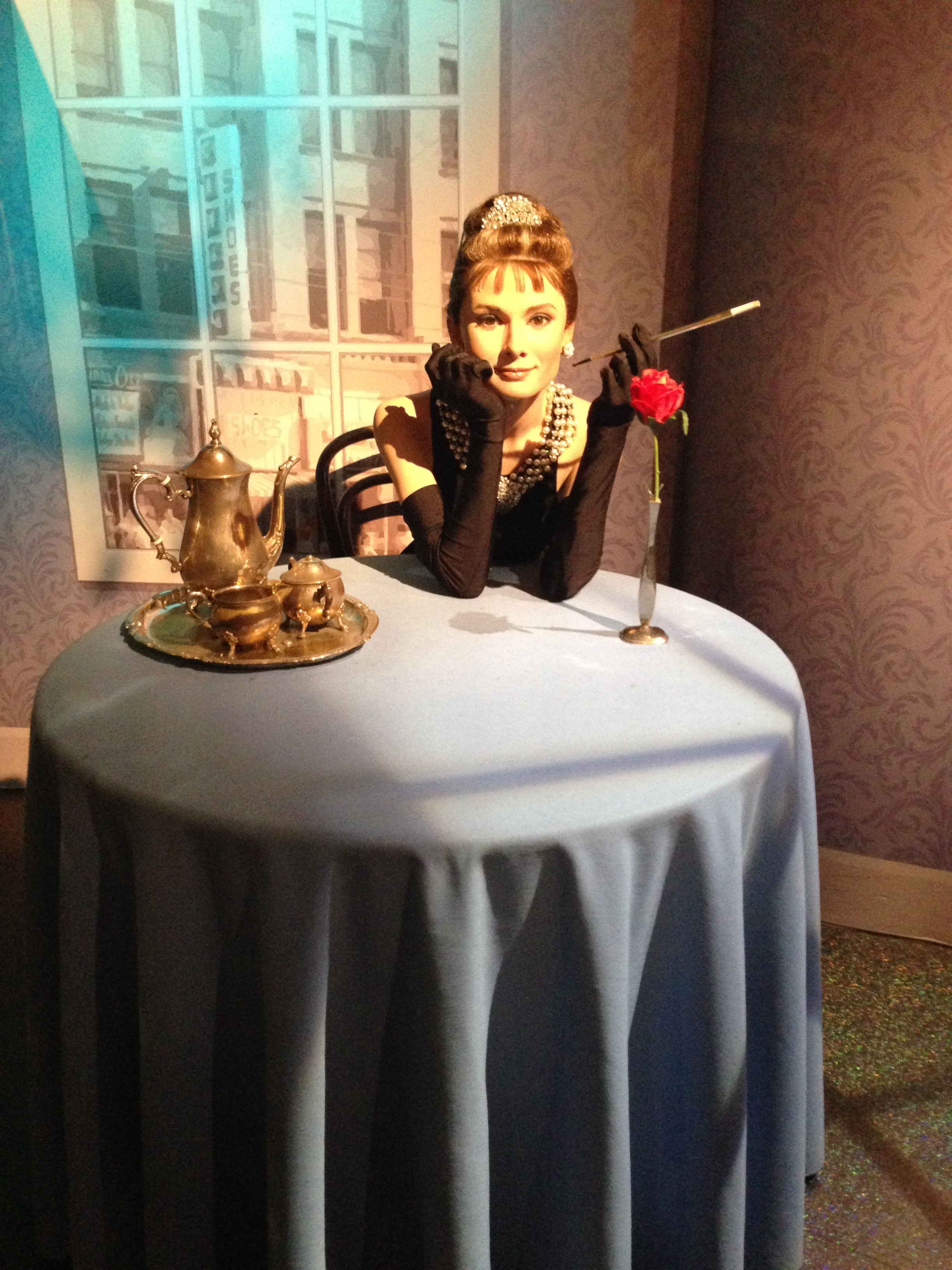
시대를 초월한 우아함으로 유명한 오드리 헵번의 스타일, 특히 티파니에서 아침을에서의 역할은 시크하고 미니멀한 룩과 상징적인 검은 드레스를 대중화시켰다.

패션 트렌드는 특정 시간과 장소에서 인구 전체에 퍼진 특정 룩 또는 표현을 의미한다. 트렌드는 패션 산업이 컬렉션을 출시하는 계절에 의해 정의되지 않는, 보다 단명적인 룩으로 간주된다. 따라서 트렌드는 스트리트 패션, 여러 문화권, 그리고 인플루언서와 다른 유명인들로부터 나타날 수 있다.
패션 트렌드는 영화, 유명인, 기후, 창의적 탐구, 혁신, 디자인, 정치, 경제, 사회, 기술 등 여러 요인의 영향을 받는다. 이러한 요인을 검토하는 것을 PEST 분석이라고 한다. 패션 예측가들은 이 정보를 사용하여 특정 트렌드의 성장 또는 쇠퇴를 판단하는 데 도움을 받을 수 있다.

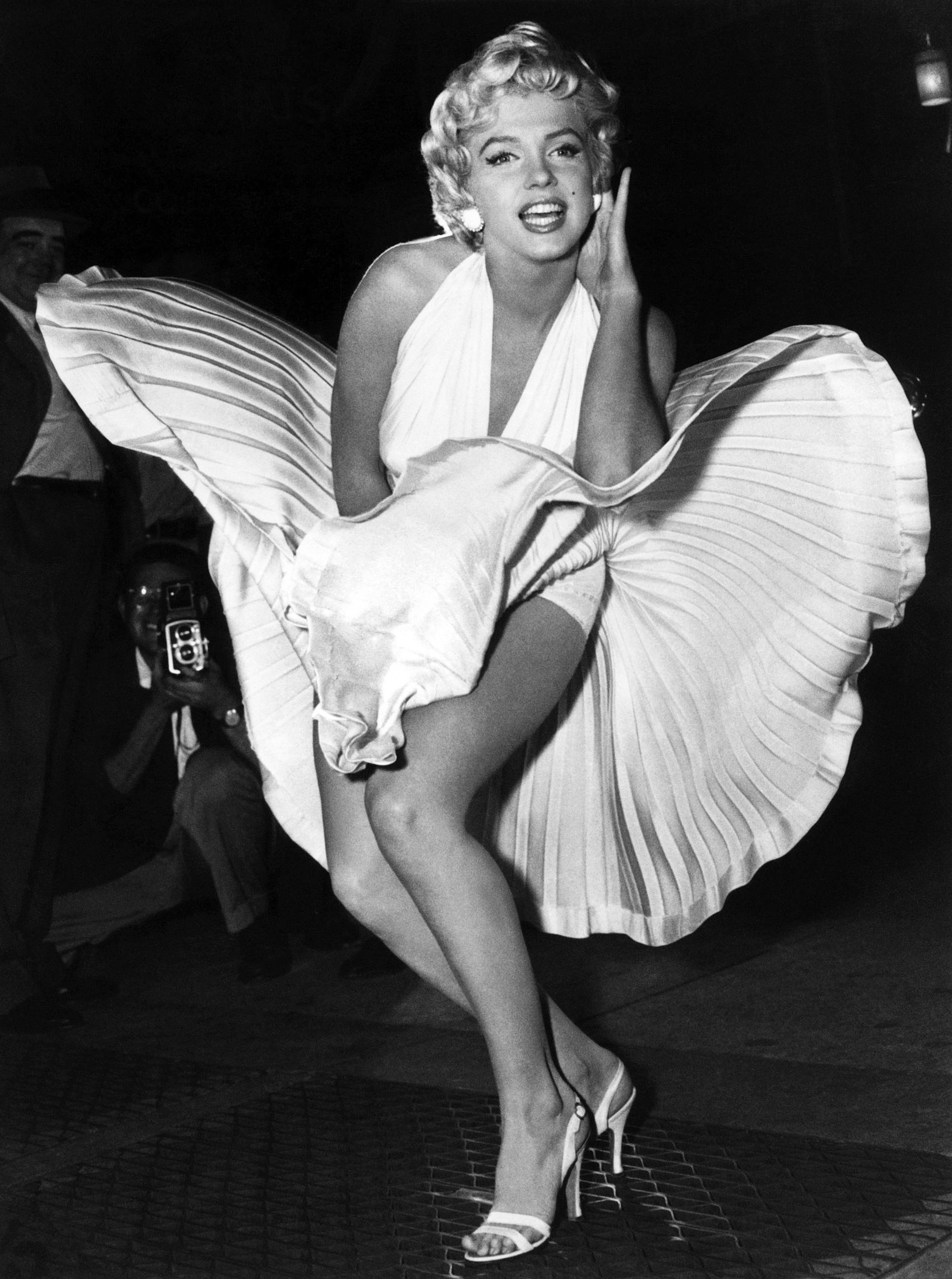
마릴린 먼로의 화려하고 육감적인 스타일, 특히 7년만의 외출에서의 마릴린 먼로의 하얀 드레스는 여성성과 고전 할리우드 글래머의 상징이 되었다.

사람들의 생각과 인식, 의식은 끊임없이 변화한다. 일시적인 유행은 본질적으로 사회적이며, 구세대와 신세대 사이의 모순 속에서 끊임없이 진화하며, 어떤 의미에서는 주변 사람들의 영향을 쉽게 받으므로 끊임없이 모방하기 시작한다.

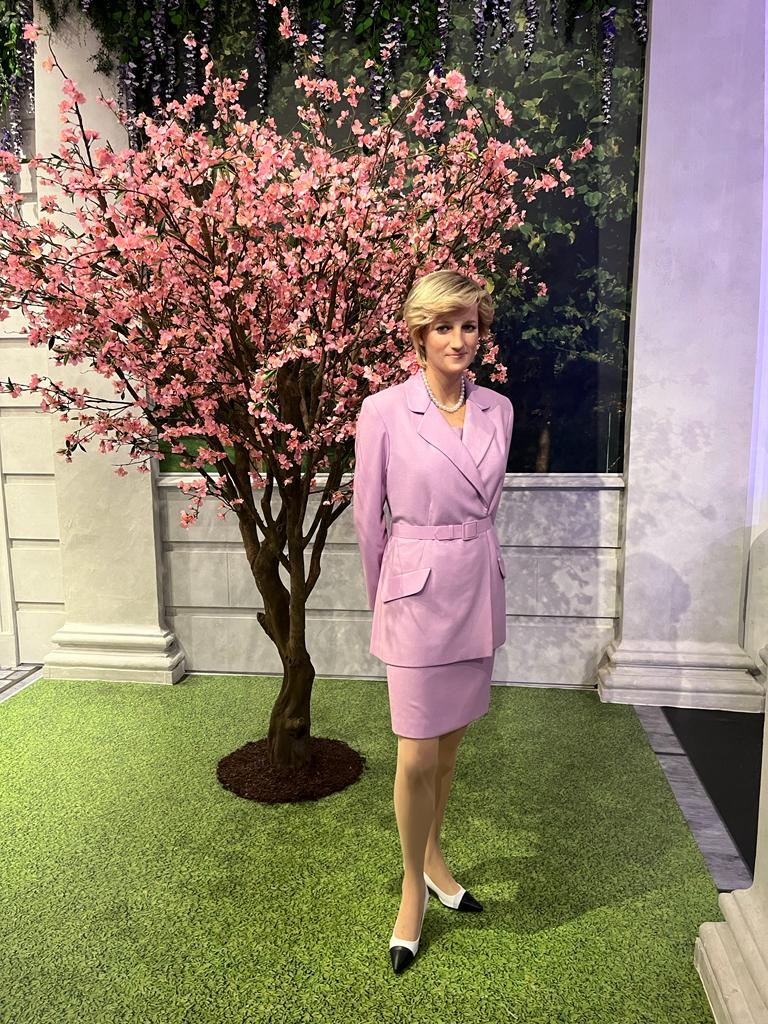
웨일스 공비 다이애나는 오버사이즈 스웨터와 바이커 쇼츠를 포함한 캐주얼 시크 스타일을 대중화시켰다.

2020년대 패션 초기의 맥시멀리즘과 1980년대 영향에 이어, 2023년 봄까지 미국, 프랑스, 중국, 한국, 우크라이나 여성들 사이에서 생생한 색상의 의류가 다시 유행했다. 때때로 "도파민 드레싱"이라고 불리는 이 스타일은 긴 스커트와 허벅지 트임이 있는 벨트 맥시 드레스, 많은 금과 진주 주얼리, 오버사이즈 줄무늬 카디건, 조가비 또는 꽃무늬가 있는 여러 색상의 실크 스커트, 스트랩 샌들, 다리 옆에 대조적인 줄무늬가 있는 바지, 어그 부츠, 꽃무늬 맥시 스커트, Y2K에서 영감을 받은 플랫폼 슈즈, 투박한 빨간색 레인 부츠, 반짝이는 점프수트, 니트 드레스, 인조 모피 칼라가 달린 가죽 파일럿 재킷, 대담한 대조적인 수직 줄무늬가 있는 스커트, 부츠컷 바지 슈트, 반짝이는 하트 또는 별 모양 디테일이 있는 청바지, 투박한 흰색 또는 검은색 샌들, 그리고 얼룩말 무늬 토트백을 특징으로 했다.
크고 오버사이즈 의류는 종종 반투명 소재로 만들어졌고, 착용자의 맨 어깨, 허벅지, 또는 배꼽 노출을 드러내기 위한 컷아웃이 특징이었다. 예를 들어, 낮게 재단된 바지 허리나 브래지어를 착용하지 않은 상태로 입을 수 있도록 디자인된 스트랩 네크라인이 있는 상의 등이었다. 인기 있는 색상으로는 네온 그린, 수박 그린, 코럴 핑크, 오렌지, 살먼 핑크, 마젠타, 금색, 일렉트릭 블루, 아쿠아마린, 시안, 터키옥색, 그리고 로열 블루가 있었다.
2023년에는 미국, 영국, 프랑스에서 빨강, 흰색, 파랑이 지배적인 색상이었다. 1970년대 패션 중반부터 후반처럼, 데님 또는 밝은 매드라스 격자 무늬의 웨스턴 셔츠가 다시 인기를 끌었으며, 때로는 대조적인 요크와 복잡한 자수가 특징인 커프스도 있었다. 모카신, 장식용 프린지가 달린 스톤워시 데님 조끼, 프레피 룩 로퍼, 네이비 블루 슈트와 스포츠 코트, 2000년대 패션 후반부터 2020년대 초반까지 유행했던 스키니 진 대신 스트레이트 레그 진, 스테트슨, 대담한 빨간색 또는 파란색 핀스트라이프가 있는 흰색 야구 저지, 줄무늬 파란색 넥타이, 헐렁한 흰색 바지, 유니언 잭 모티프, 나팔바지, 그리고 옐로스톤 (미국 드라마) TV 시리즈에서 입었던 더스터와 같은 패션이 유행했다. 또한 프레피 룩 스타일의 단과대학 스웨터, 복고풍의 파란색과 흰색 줄무늬 축구 셔츠, 카우보이 부츠 스타일의 첼시 부츠, 빨간색과 파란색 보트 줄무늬가 있는 투 버튼 블레이저, V넥 스웨터 베스트, 흰색 소매가 있는 로열 블루 야구 재킷, 하울러 브라더스 질레, 가슴을 드러내는 오픈 셔츠와 슈트, 그리고 박스형 가죽 리퍼 재킷이 대서양 양쪽에서 인기를 끌었다.

### 사회적 영향

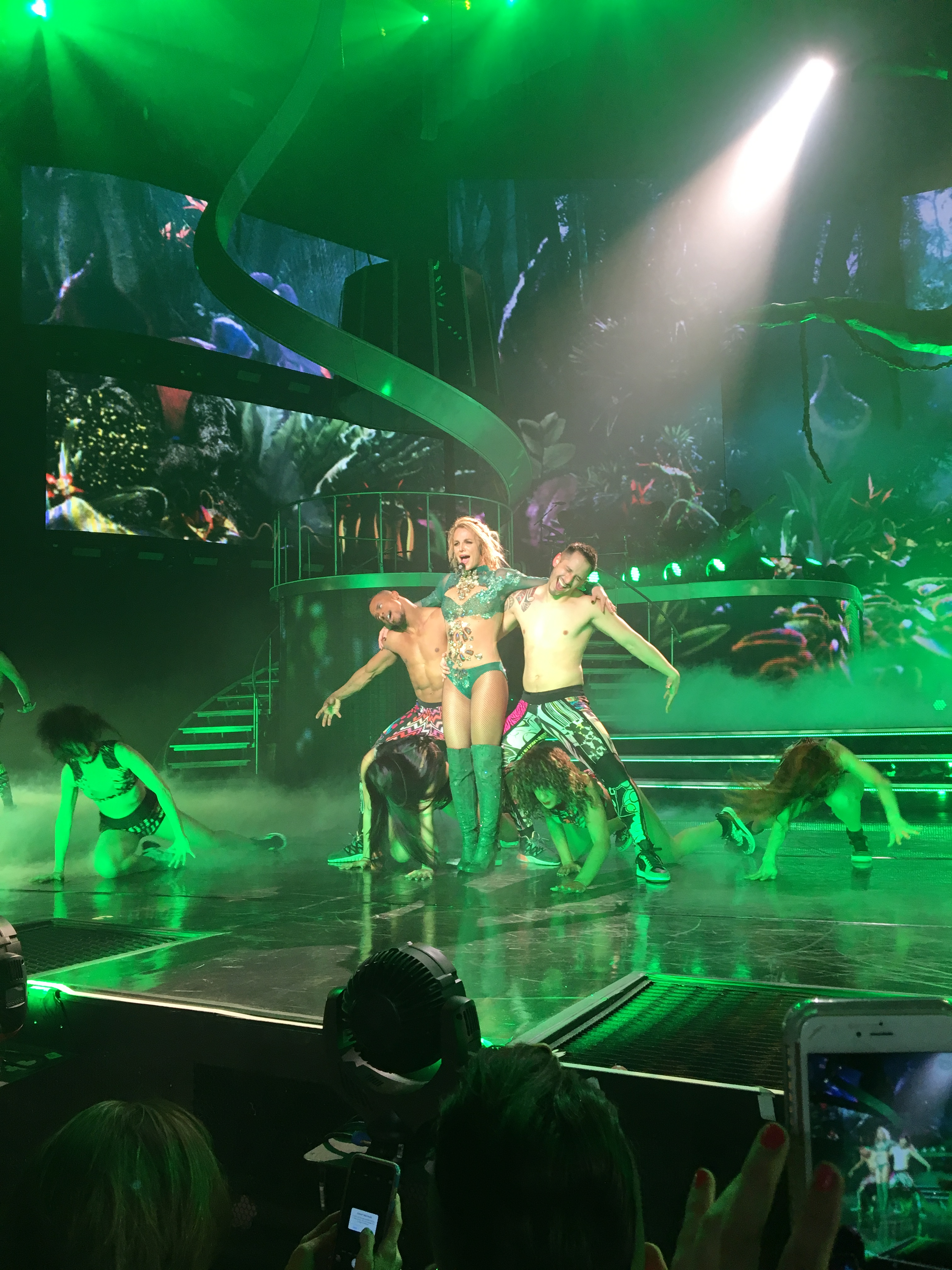
브리트니 스피어스와 같은 유명인들은 속옷을 겉옷으로 입는다는 개념을 대중화했다.

패션은 본질적으로 사회 현상이다. 개인이 홀로 패션을 가질 수는 없으며, 패션으로 정의되려면 확산과 추종자가 필요하다. 이러한 확산은 여러 형태를 띨 수 있다. 위에서 아래로("낙수 효과") 또는 아래에서 위로("버블 업/트리클 업") 퍼지거나, 문화 전반에 걸쳐 바이럴 밈과 미디어를 통해("트리클 어크로스") 확산될 수 있다.
패션은 환경의 사회문화적 맥락과 관련이 있다. 마티카(Matika)에 따르면, "대중문화의 요소들은 사람의 트렌드가 특정 음악 장르[...]와 관련될 때 융합된다. 음악, 뉴스, 문학처럼 패션은 일상생활에 융합되었다." 패션은 순전히 미학적인 것으로만 여겨지지 않는다. 패션은 또한 사람들이 전반적인 효과를 창출하고 자신의 의견과 전반적인 예술을 표현하는 매개체이기도 하다.

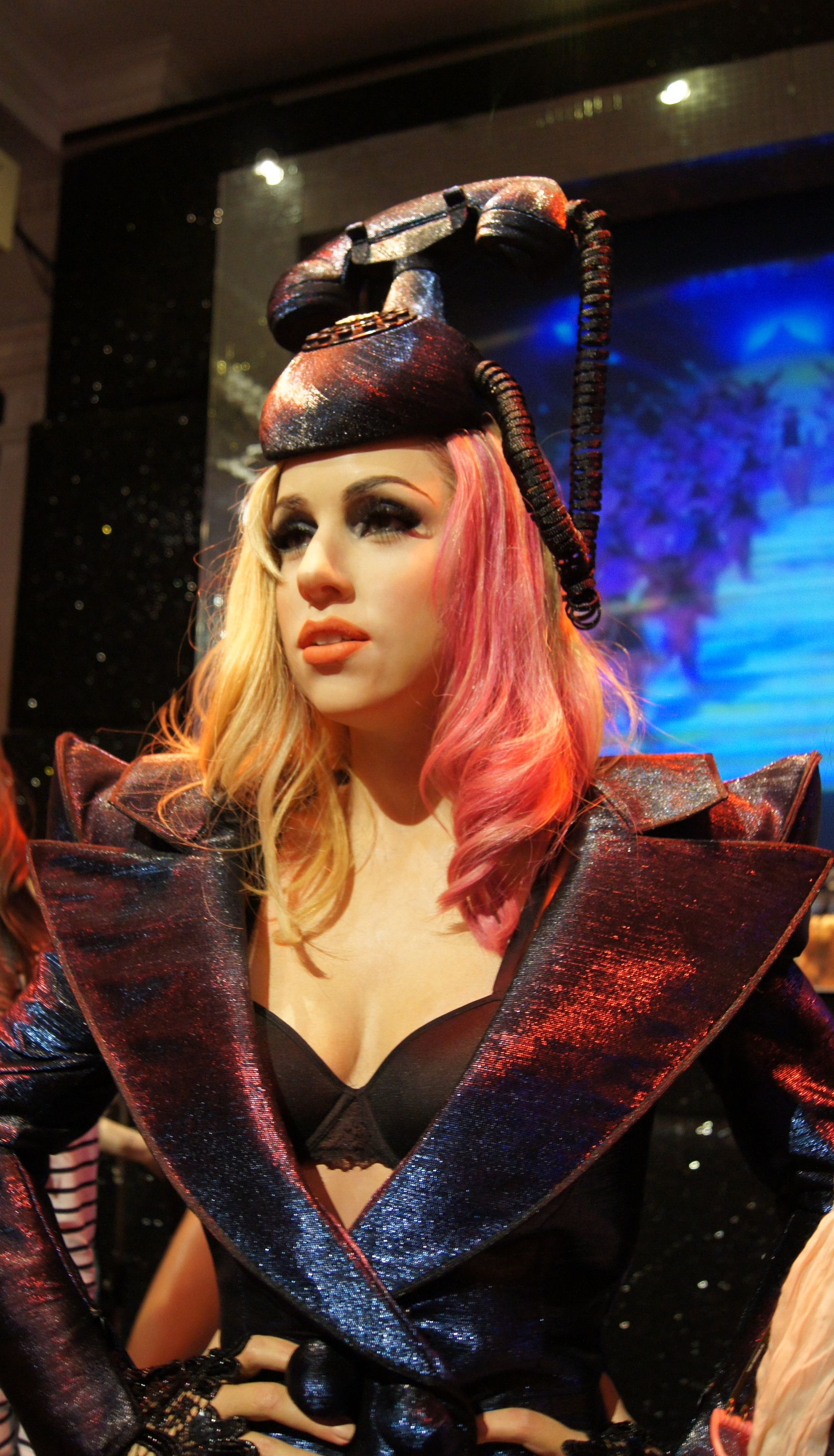
레이디 가가는 육류 드레스와 같이 한계를 넘나드는 패션으로 유명하며, 패션과 음악계에서 영향력 있는 인물로 자리매김했다.

이는 공연자들이 뮤직 비디오를 통해 자주 성취하는 것을 반영한다. 카를로스에 따르면, 비욘세의 뮤직 비디오 '포메이션'에서, 연례 또는 시즌별 런웨이 쇼는 패션 트렌드와 디자이너의 영감을 반영한다. 비비안 웨스트우드와 같은 디자이너들에게 런웨이 쇼는 정치와 시사에 대한 그녀의 목소리를 내는 플랫폼이다. 그녀의 AW15 남성복 쇼에 대해 워터(Water)는 "심하게 멍든 얼굴의 모델들이 지구를 구하기 위한 임무를 띤 에코 전사들을 연기했다"고 언급했다. 또 다른 최근 사례는 샤넬의 SS15 쇼를 위한 페미니스트 시위 행진이었다. 모델들은 "페미니스트이지만 여성적", "여성 우선"과 같은 구호를 외치며 폭동을 일으켰다. 워터에 따르면, "이 쇼는 여성 독립을 옹호해 온 샤넬의 오랜 역사를 활용했다. 창립자 코코 샤넬은 1차 세계 대전 이후 여성 신체를 해방시키는 데 선구자였으며, 당시 유행하던 억압적인 코르셋에 대항하는 실루엣을 도입했다."
맨해튼에서 매년 열리는 멧 갈라는 패션 디자이너와 그들의 작품을 기념하는 주요 장소이다. 소셜 미디어 또한 패션이 가장 자주 소개되는 공간이다. 일부 인플루언서들은 제품이나 의류 품목을 홍보하기 위해 막대한 돈을 받는데, 이는 기업이 광고를 통해 많은 시청자들이 제품을 구매하기를 바라기 때문이다. 인스타그램은 광고를 위한 가장 인기 있는 플랫폼이지만, 페이스북, 스냅챗, 트위터 및 기타 플랫폼도 사용된다. 뉴욕에서는 성소수자 패션 디자인 커뮤니티가 패션 트렌드를 전파하는 데 매우 중요한 역할을 하며, 드래그 유명인사들은 뉴욕 패션 위크에 지대한 영향을 미쳐왔다.

### 마케팅

#### 시장 조사

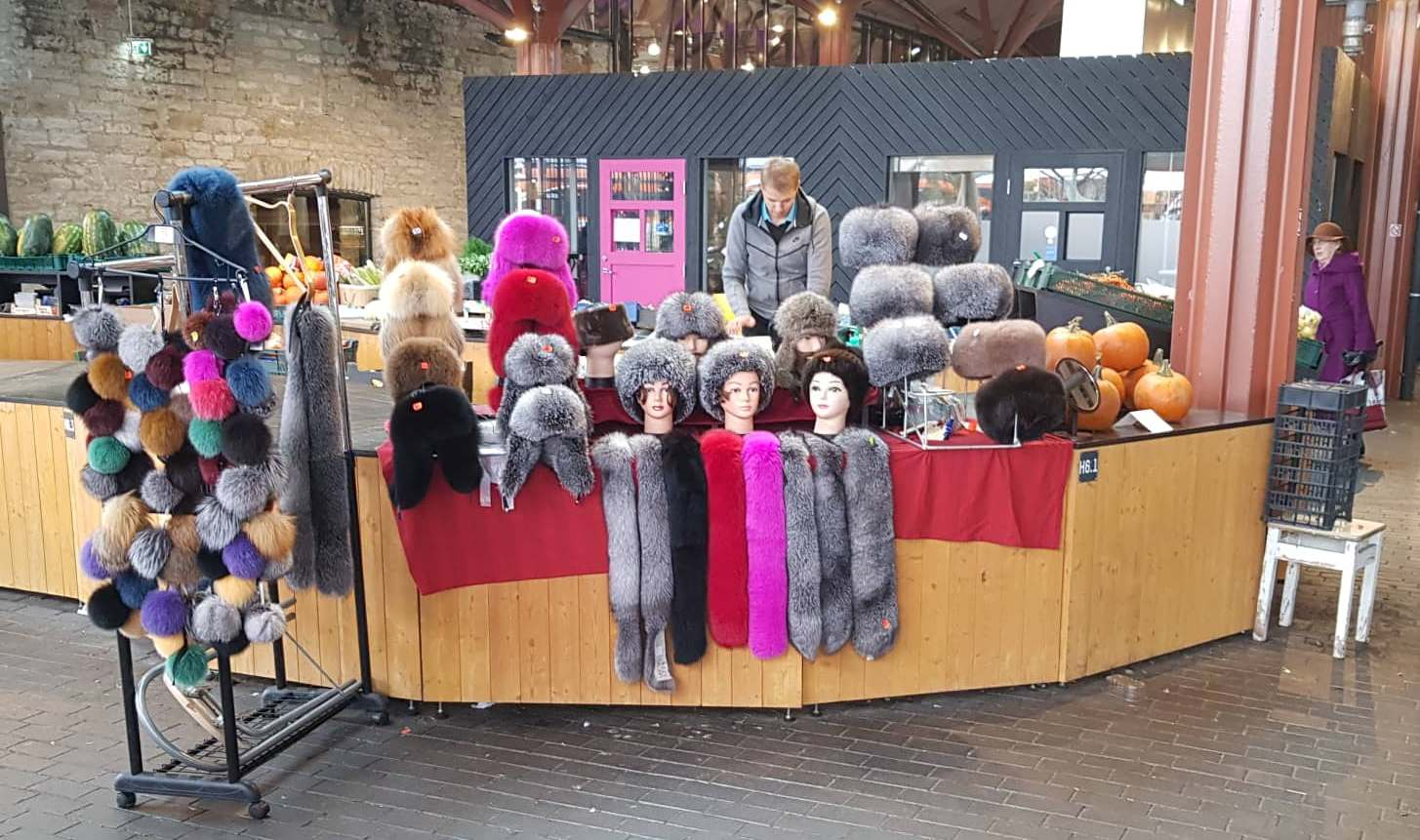
에스토니아 탈린의 모피 패션 판매대

다양한 집단의 소비자들은 다양한 필요와 요구를 가지고 있다. 소비자의 필요를 분석할 때 고려되는 요소에는 주요 인구통계학적 특성이 포함된다.
소비자의 요구를 이해하고 패션 트렌드를 예측하기 위해 패션 기업들은 시장 조사를 해야 한다. 연구 방법은 1차와 2차 두 가지가 있다. 2차 방법은 이미 수집된 다른 정보를 활용하는 것으로, 예를 들어 책이나 기사를 연구에 사용하는 것이다. 1차 연구는 설문조사, 인터뷰, 관찰 및 포커스 그룹을 통해 데이터를 수집하는 것이다. 1차 연구는 종종 대규모 표본에 초점을 맞춰 고객의 쇼핑 동기를 파악한다.

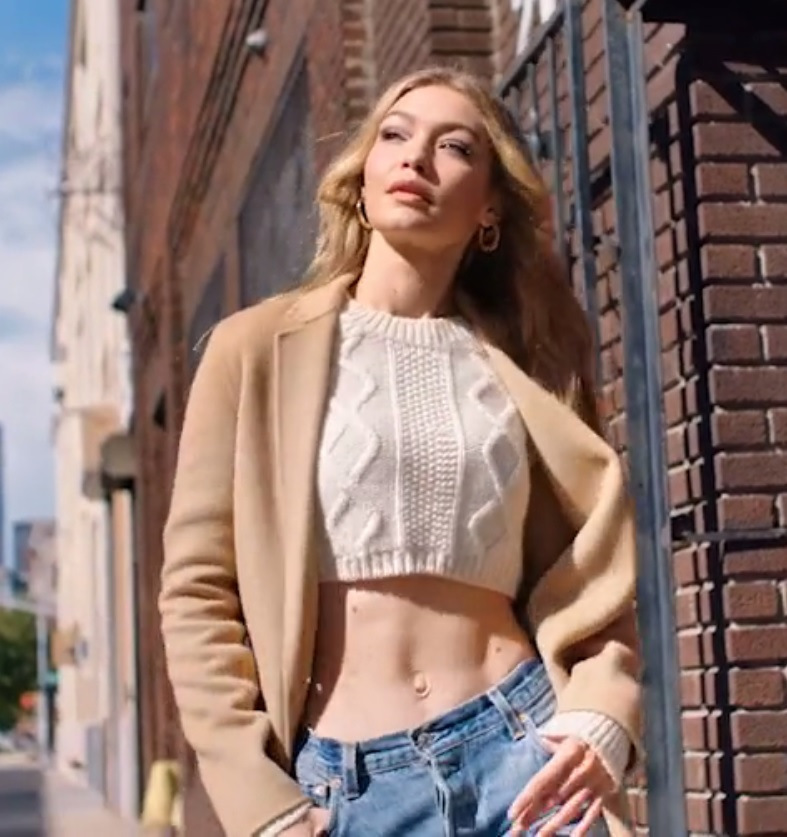
2017년 스튜어트 와이츠먼 캠페인에 참여한 지지 하디드

1차 연구의 이점은 패션 브랜드 소비자에 대한 구체적인 정보가 탐색된다는 것이다. 설문조사는 유용한 도구이다. 질문은 개방형 또는 폐쇄형일 수 있다. 설문조사와 인터뷰의 부정적인 요인은 설문조사의 문구 또는 대면 상호작용으로 인해 답변에 편향이 있을 수 있다는 점이다. 약 8~12명으로 구성된 포커스 그룹은 여러 요점을 심층적으로 다룰 수 있으므로 유용할 수 있다. 그러나 이 전술에도 단점이 있다. 표본 크기가 너무 작아서 더 많은 대중이 포커스 그룹과 같은 방식으로 반응할지 알기 어렵다. 관찰은 기업이 소비자가 진정으로 무엇을 원하는지 통찰력을 얻는 데 실제로 도움이 될 수 있다. 소비자는 단순히 일상적인 작업을 수행할 뿐 반드시 자신이 관찰되고 있다는 사실을 인식하지 못하므로 편향이 적다. 예를 들어, 사람들이 거리 스타일 사진을 찍는 방식으로 대중을 관찰할 때, 소비자는 아침에 사진이 찍힐 것을 알면서 옷을 입지 않는다. 그들은 그저 평소에 입는 옷을 입는다. 관찰을 통해 패턴을 볼 수 있으며, 이는 트렌드 예측가들이 목표 시장의 필요와 욕구를 파악하는 데 도움이 된다.
소비자의 요구를 아는 것은 패션 기업의 매출과 이익을 증가시킨다. 연구와 소비자 생활 연구를 통해 고객의 요구를 파악하고 패션 브랜드가 소비자가 준비된 트렌드를 알 수 있도록 도울 수 있다.

#### 상징적 소비
소비는 필요에 의해서만 움직이는 것이 아니라 소비자에게 상징적인 의미도 한 요인이다. 상징적 소비에 참여하는 소비자들은 자신의 정체성을 확립하는 과정의 일환으로 다양한 물건을 수집하고, 사회 집단에서 상징적 의미가 공유될 때 다른 사람들에게 자신의 정체성을 전달하는 과정에서 오랜 기간 동안 자아감을 발달시킬 수 있다. 십대들에게 소비는 아이의 자아와 성인의 자아를 구별하는 역할을 한다. 연구자들은 십대들의 패션 선택이 자기 표현을 위해 사용될 뿐만 아니라 비슷한 옷을 입는 다른 십대들을 인식하는 데도 사용된다는 것을 발견했다. 의류 품목의 상징적 연관성은 개인의 개성과 흥미를 연결할 수 있으며, 음악은 패션 결정에 영향을 미치는 중요한 요소이다.

### 정치적 영향

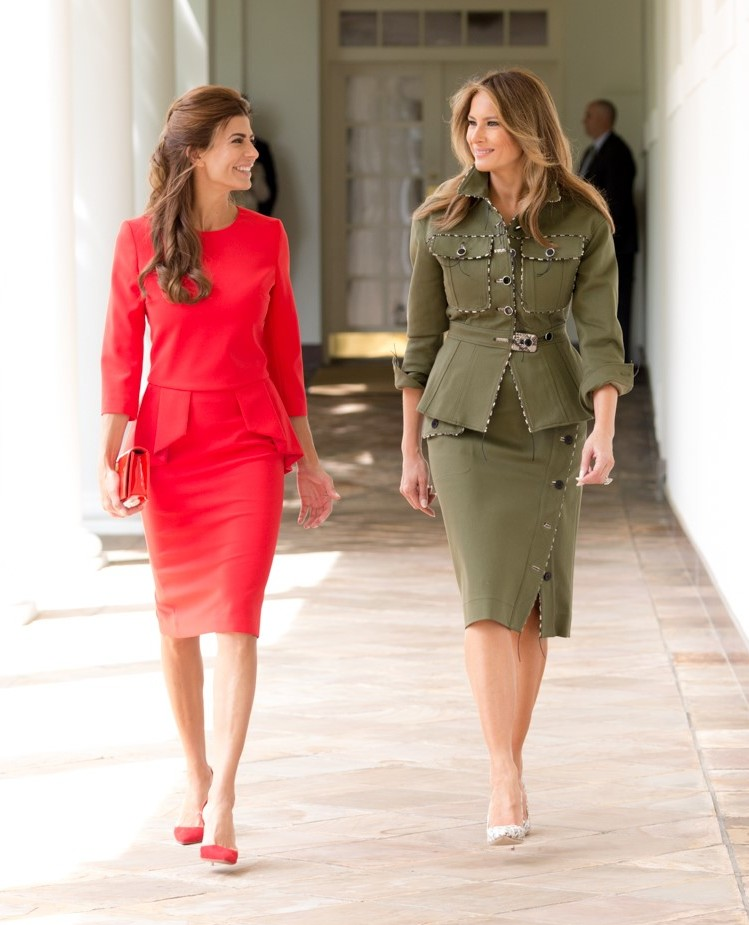
2017년 아르헨티나 영부인 줄리아나 아와다와 멜라니아 트럼프

정치적 인물은 적어도 프랑스 왕 루이 14세 시대부터 패션 발전에 중심적인 역할을 해왔다. 예를 들어, 재클린 케네디 영부인은 1960년대 초반의 패션 아이콘이었다. 샤넬 슈트, 구조적인 지방시 시프트 드레스, 커다란 단추가 달린 부드러운 색상의 카시니 코트를 입으면서 그녀는 우아한 정장 스타일과 고전적인 여성 스타일 모두의 트렌드를 이끌었다.
문화적 격변도 패션 트렌드에 영향을 미쳤다. 예를 들어, 1960년대에는 미국 경제가 견고했고, 이혼율이 증가했으며, 정부는 경구 피임약을 승인했다. 이러한 요인들은 젊은 세대가 뿌리 깊은 사회 규범에 반항하도록 영감을 주었다. 흑인들을 위한 사회 정의와 동등한 기회를 위한 투쟁인 시민권 운동과 여성들을 위한 동등한 권리와 기회, 더 큰 개인의 자유를 추구하는 여성 해방 운동이 만개했다. 1964년에는 다리를 드러내는 미니스커트가 도입되어 엄청난 유행을 이끌었다. 패션 디자이너들은 의류의 형태를 실험하기 시작했다: 헐렁한 민소매 드레스, 마이크로 미니스커트, 플레어 스커트, 트럼펫 소매. 형광색, 프린트 패턴, 나팔바지, 프린지 조끼, 스커트는 1960년대의 필수 복장이 되었다.
실패하고 있는 베트남 전쟁에 대한 미국의 개입에 대한 우려와 항의도 패션에 영향을 미쳤다. 군인들이 적에게 덜 보이도록 돕기 위해 개발된 군복의 위장 패턴은 1960년대 스트리트웨어 디자인에 스며들었다. 위장 트렌드는 그 이후 여러 번 사라지고 다시 나타났으며, 1990년대에는 고급 패션 형태로 등장했다. 발렌티노, 디올, 돌체 앤 가바나와 같은 디자이너들은 위장 패턴을 그들의 런웨이 및 레디투웨어 컬렉션에 결합했다. 오늘날 파스텔 색상을 포함한 위장 패턴의 변형은 모든 의류 또는 액세서리에서 계속 인기를 누리고 있다.

### 기술의 영향

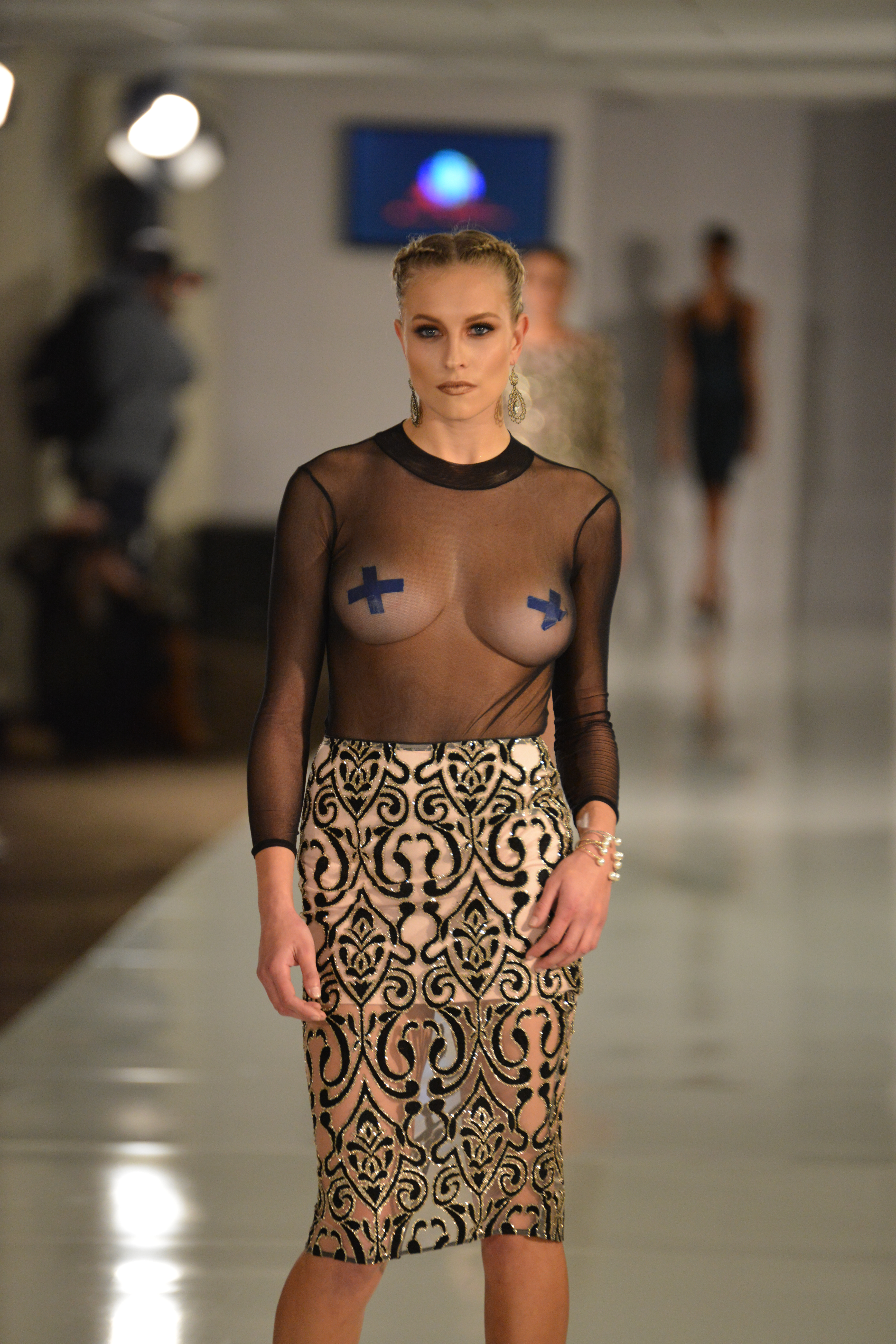
2017년 패션쇼에서 시스루 상의에 페이스티스를 착용한 모습. 이러한 패션 트렌드는 미디어를 통해 대중화된다.

오늘날 기술은 사회에서 상당한 역할을 하며, 기술적 영향은 패션 영역에서도 correspondingly 증가하고 있다. 웨어러블 기술이 통합되었다; 예를 들어, 장치를 충전하는 태양 전지판이 내장된 의류와 환경 변화에 따라 색상이나 질감이 변하여 착용자의 편안함을 향상시키는 스마트 섬유 등이 있다. 3차원 인쇄 기술은 아이리스 판 헤르펜과 킴벌리 오비츠(Kimberly Ovitz)와 같은 디자이너들에게 영향을 주었다. 기술이 발전함에 따라 3D 프린터는 디자이너들에게, 그리고 결국 소비자들에게 더 접근하기 쉬워질 것이며—이것은 패션 산업의 디자인과 생산을 완전히 재편할 잠재력을 가지고 있다.
온라인 소매업체와 소셜 미디어 플랫폼의 광범위한 도달을 가능하게 하는 인터넷 기술은 이전에 상상할 수 없었던 방식으로 트렌드를 즉시 식별, 마케팅 및 판매할 수 있는 방법을 만들었다. 트렌드를 선도하는 스타일은 고객을 유치하기 위해 온라인에서 쉽게 전시되고 소통된다. 인스타그램이나 페이스북 게시물은 패션의 새로운 트렌드에 대한 인식을 빠르게 높일 수 있으며, 이는 특정 품목이나 브랜드에 대한 높은 수요를 창출할 수 있다. 새로운 "지금 구매" 버튼 기술은 이러한 스타일을 직접 판매와 연결할 수 있다.
머신 비전 기술은 패션이 사회에 어떻게 확산되는지 추적하기 위해 개발되었다. 이제 업계는 패션쇼가 거리의 세련된 의상에 어떻게 직접적인 영향을 미치는지 볼 수 있다. 이러한 효과는 이제 정량화되어 패션 하우스, 디자이너, 소비자에게 트렌드에 대한 귀중한 피드백을 제공한다.

## 미디어

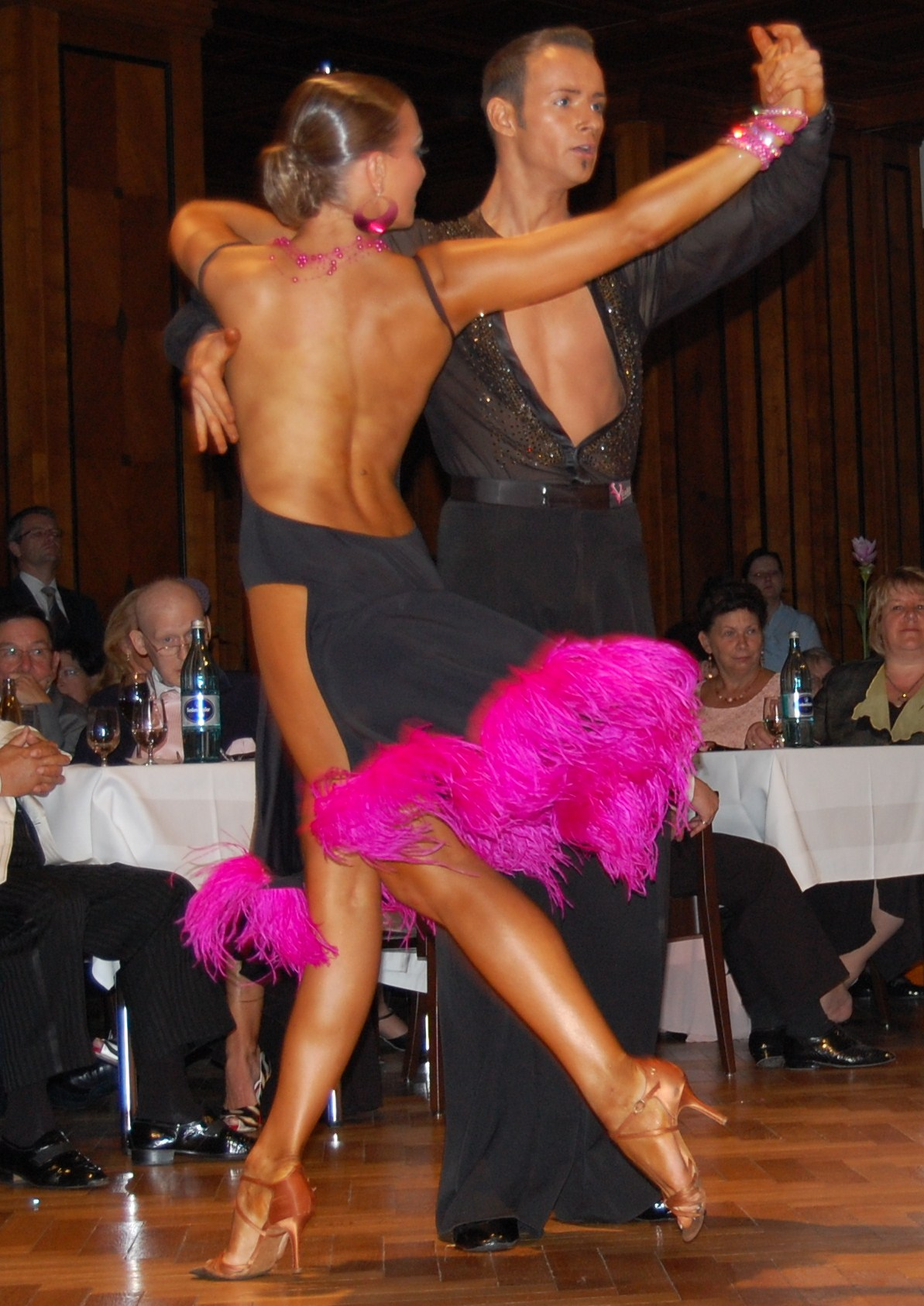
라틴 댄스를 추는 댄서들의 코스튬. 여성은 등 없는 드레스를 입고 있으며, 아랫부분에 깊은 트임이 있다. 남성은 윗 단추를 풀어 가슴을 드러낸 셔츠를 입고 있다.

소셜 미디어 플랫폼을 포함한 미디어는 패션 트렌드를 형성하고 트렌드 채택과 폐기 주기를 가속화하는 데 중요한 역할을 한다. 예를 들어, 패션의 중요한 부분은 패션 저널리즘이다. 편집 비평, 가이드라인, 논평은 텔레비전, 잡지, 신문, 패션 웹사이트, 소셜 네트워크 및 패션 블로그에서 찾아볼 수 있다. 최근 몇 년 동안 패션 블로그와 유튜브 비디오는 트렌드와 패션 팁을 확산시키는 주요 통로가 되었으며, 웹사이트나 소셜 미디어 계정(예: 인스타그램, 틱톡, 트위터)에 자신의 스타일을 공유하는 온라인 문화를 형성했다. 이러한 미디어 통로를 통해 전 세계 독자와 시청자들은 패션에 대해 배울 수 있으며, 이를 매우 접근하기 쉽게 만들고 있다. 패션 저널리즘 외에도 패션 산업에서 중요한 또 다른 미디어 플랫폼은 광고이다. 광고는 대중에게 정보를 제공하고 제품 및 서비스 판매를 촉진한다. 패션 산업은 광고를 사용하여 소비자를 유치하고 제품을 홍보하여 매출을 창출한다. 기술이 아직 미개발되었던 수십 년 전에는 광고가 라디오, 잡지, 빌보드, 신문에 크게 의존했다. 오늘날에는 텔레비전 광고, 인터넷 웹사이트를 이용한 온라인 광고, 소셜 미디어 플랫폼의 게시물, 비디오, 라이브 스트리밍 등 더욱 다양한 광고 방식이 존재한다.

### 인쇄 매체의 패션

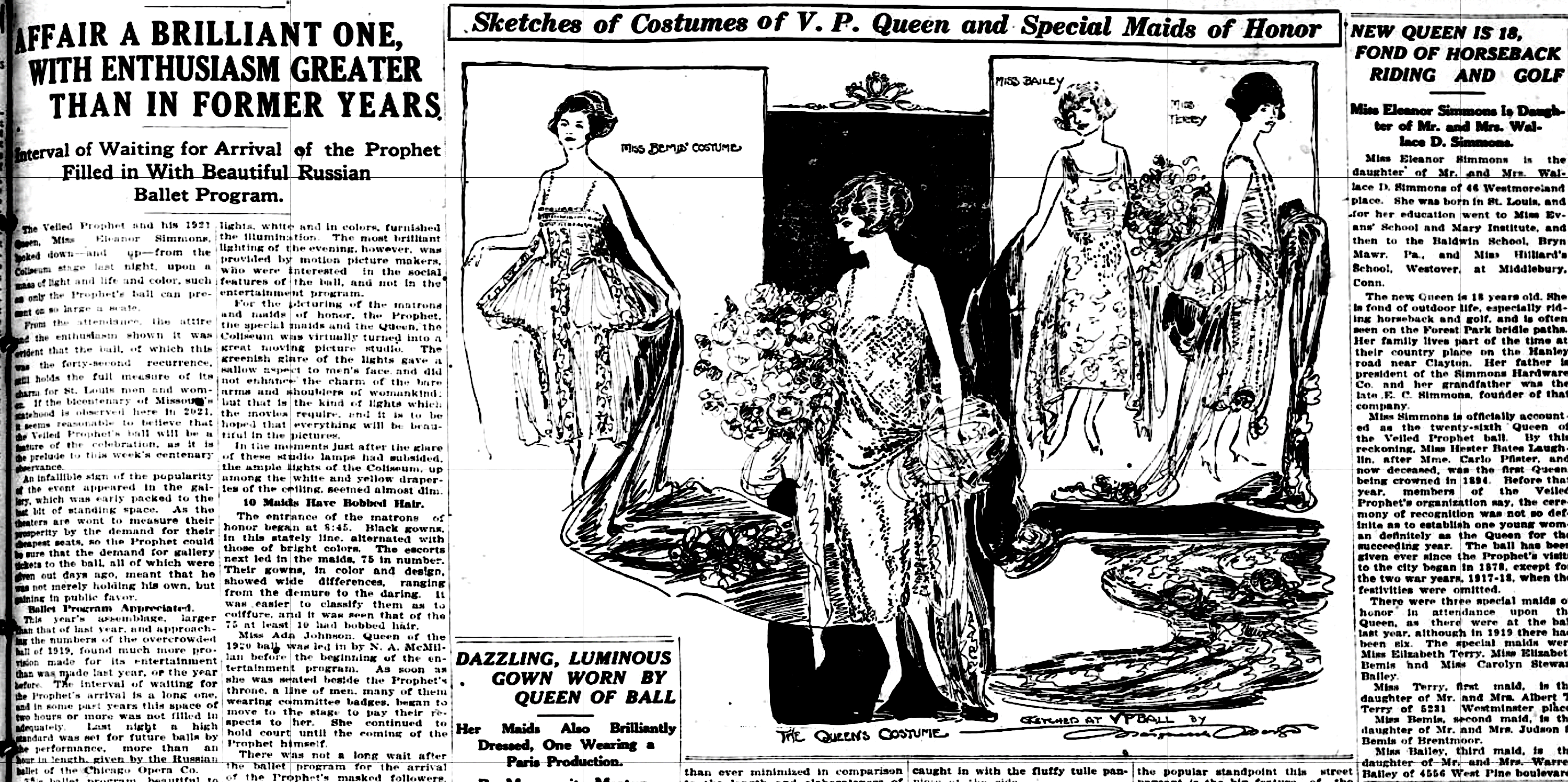
세인트루이스 포스트-디스패치의 1921년 기사로, 스토리와 그림은 마가렛 마틴이 그렸다. 유행하는 춤에 대한 사교계 여성들의 광범위한 신문 보도를 보여준다.

인쇄 스타일링에는 편집과 라이프스타일이라는 두 가지 하위 범주가 있다. 편집 스타일링은 패션 잡지에서 볼 수 있는 고급 패션 스타일링으로, 예술적이고 패셔너블한 경향이 있다. 라이프스타일 스타일링은 백화점 광고, 웹사이트 또는 패션 자체가 판매되는 것이 아니라 모델이 사진에서 제품을 홍보하기 위해 고용된 광고와 같이 보다 명백하게 상업적인 목표에 초점을 맞춘다.
강력한 자들의 의복 관행은 전통적으로 예술과 궁정의 관행을 통해 매개되었다. 프랑스 궁정의 모습은 16세기부터 판화를 통해 전파되었지만, 루이 14세 시대에 중앙집권화된 궁정이 발전하면서 그의 이름을 딴 루이 14세 양식이 형성되었다. 20세기 초, 패션 잡지는 다양한 패션 디자인 사진을 포함하기 시작했고 과거보다 훨씬 더 영향력이 커졌다. 전 세계 도시에서 이러한 잡지들은 매우 인기가 많았고 의류에 대한 대중의 취향에 깊은 영향을 미쳤다. 재능 있는 일러스트레이터들은 패션과 미용의 최신 발전을 다루는 출판물들을 위해 정교한 패션 삽화를 그렸다. 아마도 이 잡지들 중 가장 유명한 것은 1912년 뤼시앙 보겔(Lucien Vogel)이 창간하여 1925년까지 정기적으로 발행된(세계대전 기간 제외) 라 가제트 뒤 봉 톤이었을 것이다.
1892년 맨해튼에서 창간된 보그는 수백 개의 패션 잡지 중 가장 오래 지속되고 성공적인 잡지였다. 제2차 세계 대전 이후 증가하는 부와, 가장 중요하게는 1960년대 저렴한 컬러 인쇄의 등장은 판매를 크게 늘리고 주류 여성 잡지에서 패션을 대대적으로 다루게 했으며, 1990년대에는 남성 잡지로 이어졌다. 보그의 인기 사례 중 하나는 "예산에 맞춰 패셔니스타"를 대상으로 한 의류와 트렌드를 다루는 젊은 버전인 틴 보그이다. 오트쿠튀르 디자이너들은 프레타포르테 및 향수 라인을 시작하는 트렌드를 따랐는데, 이들은 잡지에 대대적으로 광고되며 이제 원래의 꾸뛰르 사업을 왜소하게 만들고 있다. 패션 인쇄 매체의 최근 발전은 패션 학계와 산업 간의 대화를 통해 패션이 피상적이지 않음을 증명하려는 텍스트 기반의 비판적 잡지의 부상이다. 이러한 발전의 예로는 패션 이론 (저널)(1997), 패션 실천: 디자인, 창작 과정 및 패션 산업 저널(2008), 그리고 베스토이(2009) 등이 있다.

### 텔레비전 속의 패션
텔레비전 보도는 1950년대에 작은 패션 특집 기사로 시작되었다. 1960년대와 1970년대에는 다양한 연예 프로그램에서 패션 코너가 더욱 자주 등장했으며, 1980년대에는 패션 텔레비전과 같은 전용 패션 프로그램이 나타나기 시작했다. FashionTV는 이 분야의 선구자였으며, 이후 패션 텔레비전과 뉴 미디어 채널 모두에서 선두 주자로 성장했다. 패션 산업은 소셜 미디어의 블로거들을 통해 자신들의 스타일을 홍보하기 시작하고 있다. 보그는 치아라 페라그니(Chiara Ferragni)를 그녀의 패션 블로그를 통한 팔로워 증가로 인해 "현재의 블로거"로 지목했으며, 이는 인기를 얻었다.
2010년 가을 뉴욕 패션 위크가 끝나고 며칠 뒤, 뉴 아일랜더(The New Islander)의 패션 편집장 진저비브 택스(Genevieve Tax)는 패션 산업이 그들만의 계절 일정에 따라 운영되며, 이는 상당 부분 실제 소비자를 희생시킨다고 비판했다. 그녀는 "디자이너들은 가을 컬렉션을 봄에 출시하고 봄 컬렉션을 가을에 출시하기 때문에, 보그와 같은 패션 잡지들은 항상 다가올 시즌만을 내다보며, 9월에는 파카를 홍보하고 1월에는 반바지에 대한 리뷰를 발행한다"고 썼다. "결과적으로 현명한 쇼핑객들은 구매 시 극도로, 어쩌면 비실용적으로, 미래를 내다보도록 길들여졌다."
패션 산업은 리얼리티 쇼인 프로젝트 런웨이와 드라마 시리즈 어글리 베티를 포함한 수많은 영화 및 텔레비전 프로그램의 주제가 되어왔다. 특정 패션 브랜드는 영화에서 단순히 제품 간접 광고 기회로뿐만 아니라, 그 후에 패션 트렌드로 이어진 맞춤 제작 품목으로도 등장했다.
영상을 통한 홍보는 패션 산업에 매우 유용했다. 이는 패션 산업을 직접적으로 다루는 텔레비전 쇼뿐만 아니라 패션 스타일을 선보이고 제품 간접 광고를 통해 특정 브랜드를 홍보하는 영화, 행사, 뮤직 비디오에서도 명확히 드러난다.

### 패션 산업의 논란의 광고

#### 패션 광고의 인종 차별

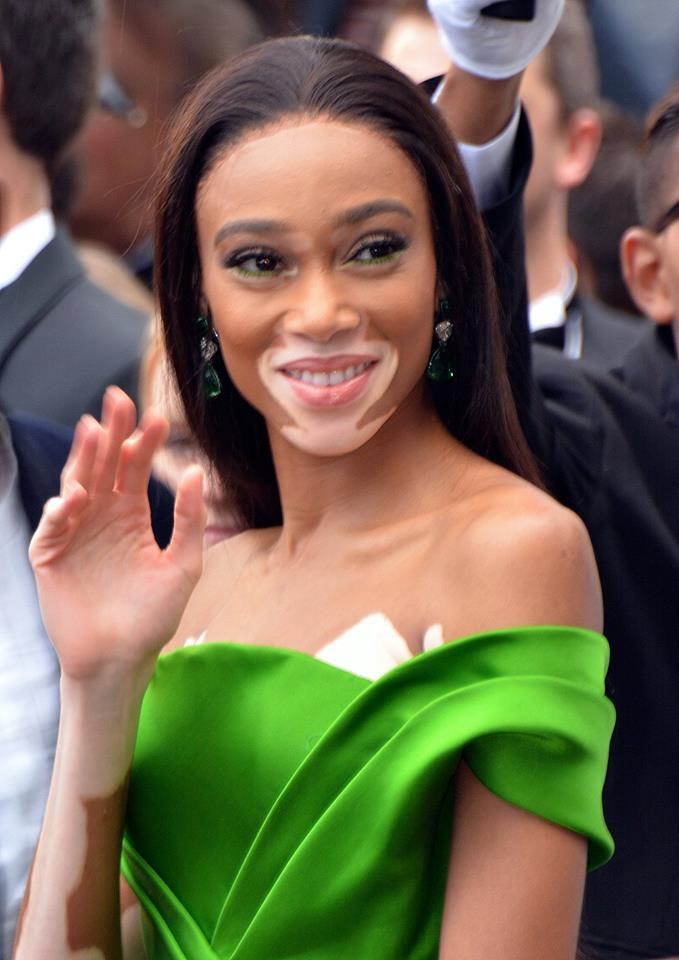
위니 할로는 다양성을 증진하고 미의 기준을 재정의함으로써 패션계의 인종차별에 도전한다.

일부 패션 광고는 인종 차별 논란에 휩싸여 고객들의 불매 운동을 초래했다. 세계적으로 알려진 스웨덴 패션 브랜드 H&M은 2018년 아동복 광고 중 하나로 이 문제에 직면했다. 이 광고에는 "정글에서 가장 멋진 원숭이"라는 슬로건이 적힌 후드티를 입은 흑인 어린이가 등장했다. 이는 "원숭이"가 일반적으로 흑인에 대한 비하 용어로 사용되기 때문에 즉시 논란을 불러일으켰고, 많은 고객들이 브랜드 불매 운동에 참여했다. 유명인을 포함한 많은 사람들이 H&M에 대한 불만과 제품 구매 거부를 소셜 미디어에 게시했다. H&M은 "불쾌감을 드린 모든 분들께 사과한다"는 성명을 발표했지만, 이 역시 불성실하다는 비판을 받았다.
또 다른 인종차별적이라는 비난을 받은 패션 광고는 미국 전 세계 의류 브랜드인 GAP의 것이었다. GAP은 2016년 광고를 위해 엘런 드제너레스와 협력했다. 이 광고는 네 명의 장난기 많은 어린 소녀들을 특징으로 하며, 키 큰 백인 소녀가 더 작은 흑인 소녀의 머리에 팔을 얹고 기대어 있다. 공개되자마자 일부 시청자들은 이를 심하게 비판하며, 잠재적인 수동적 인종차별을 보여준다고 주장했다. 더 루트의 한 관계자는 이 광고가 흑인이 저평가되고 백인이 더 잘 보이기 위한 소품으로 사용된다는 메시지를 전달한다고 언급했다. 다른 사람들은 이 광고에 거의 문제가 없다고 보았으며, 논란은 사람들이 과민 반응했기 때문이라고 주장했다. GAP은 광고 이미지를 교체하고 비판자들에게 사과했다.

#### 패션 광고의 성차별

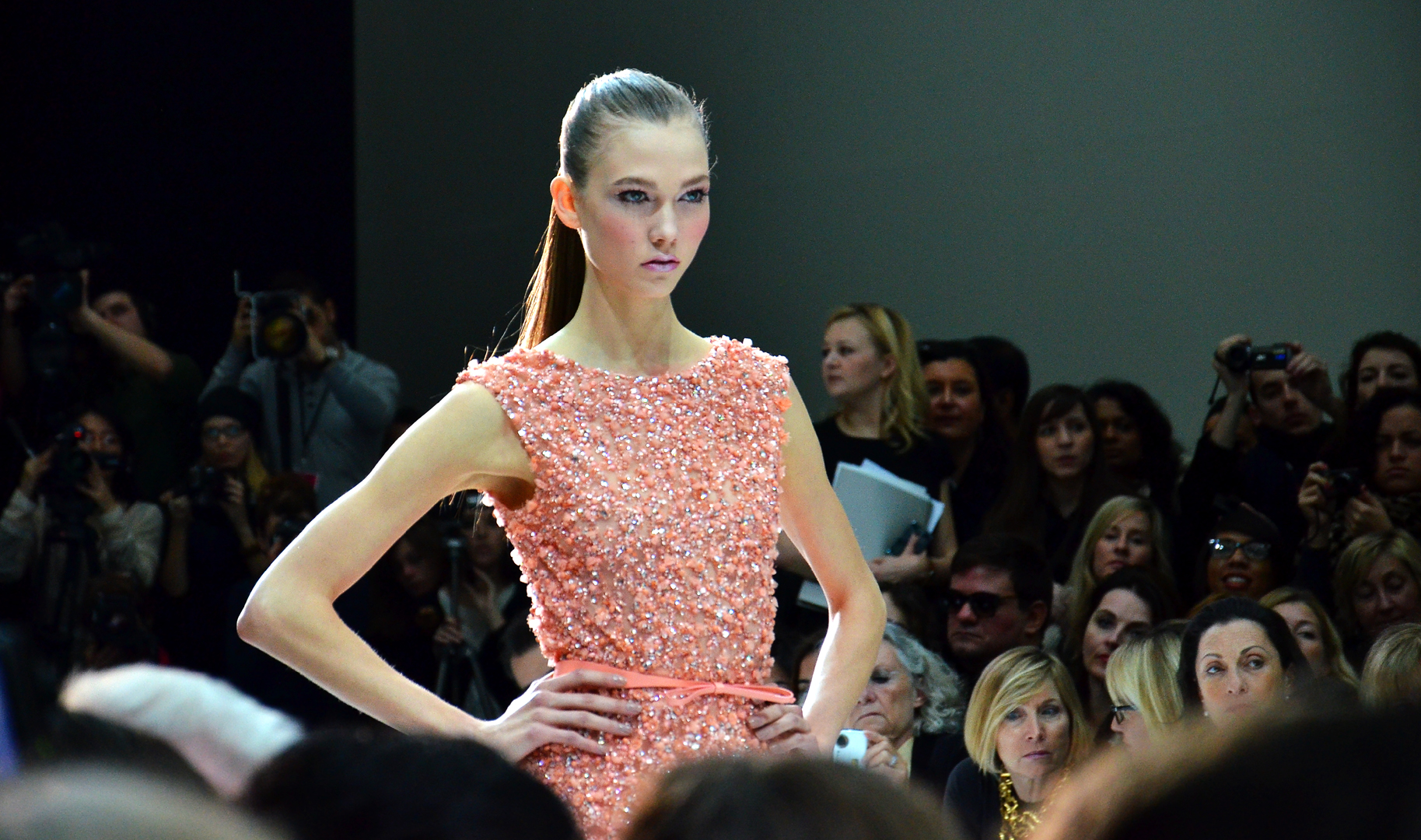
칼리 클로스는 특히 Kode with Klossy와 같은 이니셔티브를 통해 여성 역량 강화를 지지해 왔으며, 이는 어린 소녀들이 코딩을 배우도록 장려한다.

많은 패션 브랜드는 고객의 관심을 끌기 위해 도발적이고 섹시한 광고를 발표했다. 영국 고급 패션 브랜드 지미 추(Jimmy Choo)는 브랜드 부츠를 신은 영국 여성 모델이 등장하는 광고에 성차별적 요소가 있다는 비난을 받았다. 2분짜리 이 광고에서 남성들이 빨간색 민소매 미니 드레스를 입고 길을 걷는 모델에게 휘파람을 불었다. 이 광고는 성희롱 및 기타 비행을 조장하는 것으로 간주되어 시청자들로부터 많은 반발과 비판을 받았다. 많은 사람들이 소셜 미디어 게시물을 통해 지미 추에 대한 불만을 표출했고, 결국 지미 추는 해당 광고를 소셜 미디어 플랫폼에서 내리게 되었다.
프랑스 럭셔리 패션 브랜드 입생로랑(Yves Saint Laurent)도 2017년 파리에서 선보인 인쇄 광고에서 이 문제에 직면했다. 이 광고는 롤러스케이트 스틸레토를 신고 그물 스타킹을 착용한 여성 모델이 다리를 벌리고 카메라 앞에서 기대어 있는 모습을 담았다. 이 광고는 시청자와 프랑스 광고 단체 책임자들로부터 "품위, 존엄성 존중 및 복종, 폭력 또는 의존 금지, 그리고 고정관념 사용 금지"와 관련된 광고 규정을 위반했다는 이유로 혹독한 비난을 받았으며, 추가로 이 광고가 "청소년에게 정신적 해를 끼치고 있다"고 말했다. 대중의 부정적인 반응으로 인해 포스터는 도시에서 제거되었다.

## 홍보 및 소셜 미디어

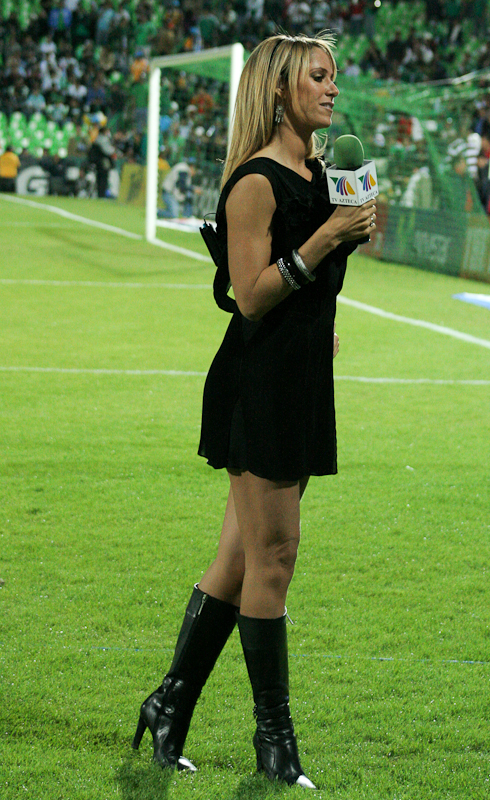
이네스 사인스 멕시코 스포츠 기자, 리틀 블랙 드레스와 무릎 길이 부츠 착용

패션 홍보는 회사의 대중과 소통하고 강력한 관계를 구축하며, 미디어에 접근하고, 회사에 대한 긍정적인 이미지를 투사하는 메시지를 시작하는 것을 포함한다. 소셜 미디어는 현대 패션 홍보에서 중요한 역할을 하며, 실무자들이 다양한 플랫폼을 통해 광범위한 소비자에게 도달할 수 있도록 한다.
브랜드 인지도와 신뢰도를 구축하는 것은 좋은 홍보의 핵심적인 의미이다. 어떤 경우에는 실무자들이 생성한 엄청난 노출로 인해 신인 디자이너 컬렉션이 시장에 출시되기 전에 큰 홍보가 이루어진다. 블로그, 마이크로블로그, 팟캐스트, 사진 및 비디오 공유 사이트와 같은 소셜 미디어는 모두 패션 홍보에 점점 더 중요해졌다. 이러한 플랫폼의 상호작용적 특성 덕분에 실무자들은 대중과 실시간으로 소통하고 참여할 수 있으며, 고객 브랜드 또는 캠페인 메시지를 타겟 고객에게 맞춤 설정할 수 있다. 인스타그램, 텀블러, 워드프레스, 스퀘어스페이스와 같은 블로그 플랫폼과 다른 공유 사이트들 덕분에, 블로거들은 전문 패션 평론가로 부상하여 브랜드를 형성하고 '유행'에 큰 영향을 미치고 있다. 스웨티 베티 PR 설립자 록시 자첸코와 오스카 드 라 렌타의 PR 담당 에리카 베어맨(Erika Bearman)과 같은 패션 홍보 업계의 여성들은 소셜 미디어 사이트에서 많은 팔로워를 확보했는데, 이는 그들이 일하는 회사에 대한 브랜드 정체성과 비하인드 스토리를 제공했기 때문이다.
소셜 미디어는 실무자들이 메시지를 전달하는 방식을 바꾸고 있으며, 이는 미디어뿐만 아니라 고객 관계 구축과도 관련이 있다. PR 실무자들은 모든 플랫폼에서 효과적인 소통을 제공하여 온라인 쇼핑을 통해 사회적으로 연결된 산업에서 패션 대중을 참여시켜야 한다. 소비자들은 자신의 개인 소셜 미디어 페이지(페이스북, 트위터, 인스타그램 등)에 구매한 물품을 공유할 수 있으며, 실무자들이 브랜드 메시지를 효과적으로 전달하고 대중의 요구를 충족시킨다면 입소문 홍보가 발생하여 디자이너와 그들의 제품에 대한 광범위한 도달을 잠재적으로 제공할 수 있다.

## 패션과 정치적 행동주의

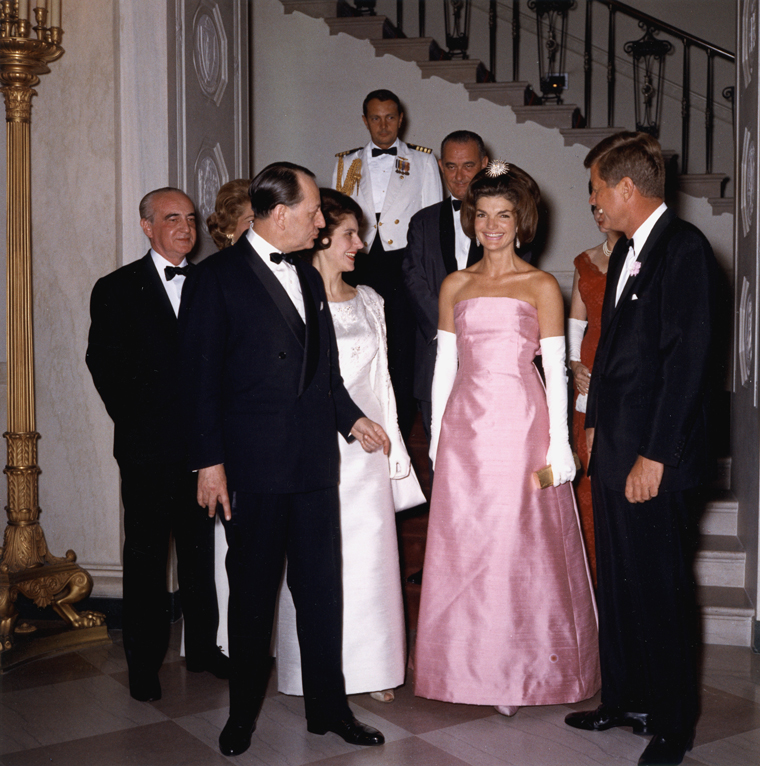
존 F. 케네디 대통령의 아내인 재클린 케네디는 분홍색을 인기 있는 고급 패션 색상으로 만들었다.

패션은 사람들과 관련되어 있고 사회적 계층을 나타내므로, 패션은 정치와 사회의 사회적 조직과 교차한다. 오트쿠튀르와 정장이 권력자들과 관련되어 있는 반면, 정치 질서에 도전하려는 집단 또한 옷을 사용하여 자신들의 입장을 나타낸다. 패션을 명시적으로 행동주의의 한 형태로 사용하는 것은 보통 "패션 행동주의"라고 불린다.
패션과 페미니즘 사이에는 복잡한 관계가 있다. 일부 페미니스트들은 여성스러운 패션에 참여함으로써 여성이 여성 억압의 일부인 성차별을 유지하는 데 기여하고 있다고 주장했다. 브라운밀러는 여성이 전통적인 여성스러운 복장을 거부하고 패션보다는 편안함과 실용성에 초점을 맞춰야 한다고 생각했다. 다른 이들은 패션 시스템 자체가 여성이 트렌드를 따라잡기 위해 계절마다 옷을 바꿔야 하는 억압적이라고 믿는다. 그리어는 계절별 의상 변화를 무시해야 한다고 주장하며, 여성이 패션의 강박을 거부하고 규범을 거부하여 자신만의 개인 스타일을 창조하는 즐거움을 통해 해방될 수 있다고 주장한다.
계절 패션의 이러한 거부는 사회주의적, 인종적, 환경적 이유로 패션을 거부하는 1960년대의 많은 시위로 이어졌다. 그러나 모스만(Mosmann)은 패션을 비판하는 것과 패션을 창조하는 것 사이의 관계는 역동적이라고 지적했다.
이러한 시위에서 사용된 언어와 스타일은 그 자체로 패션의 일부가 되었기 때문이다.
패션 디자이너와 브랜드는 전통적으로 정치적 갈등에서 벗어나 있었지만, 업계는 정치적 스펙트럼 전반에 걸쳐 보다 명시적인 입장을 취하는 방향으로 움직이고 있다. 비교적 비정치적인 입장을 유지하던 디자이너와 브랜드들은 오늘날 현재의 논쟁에 더 명시적으로 참여한다.

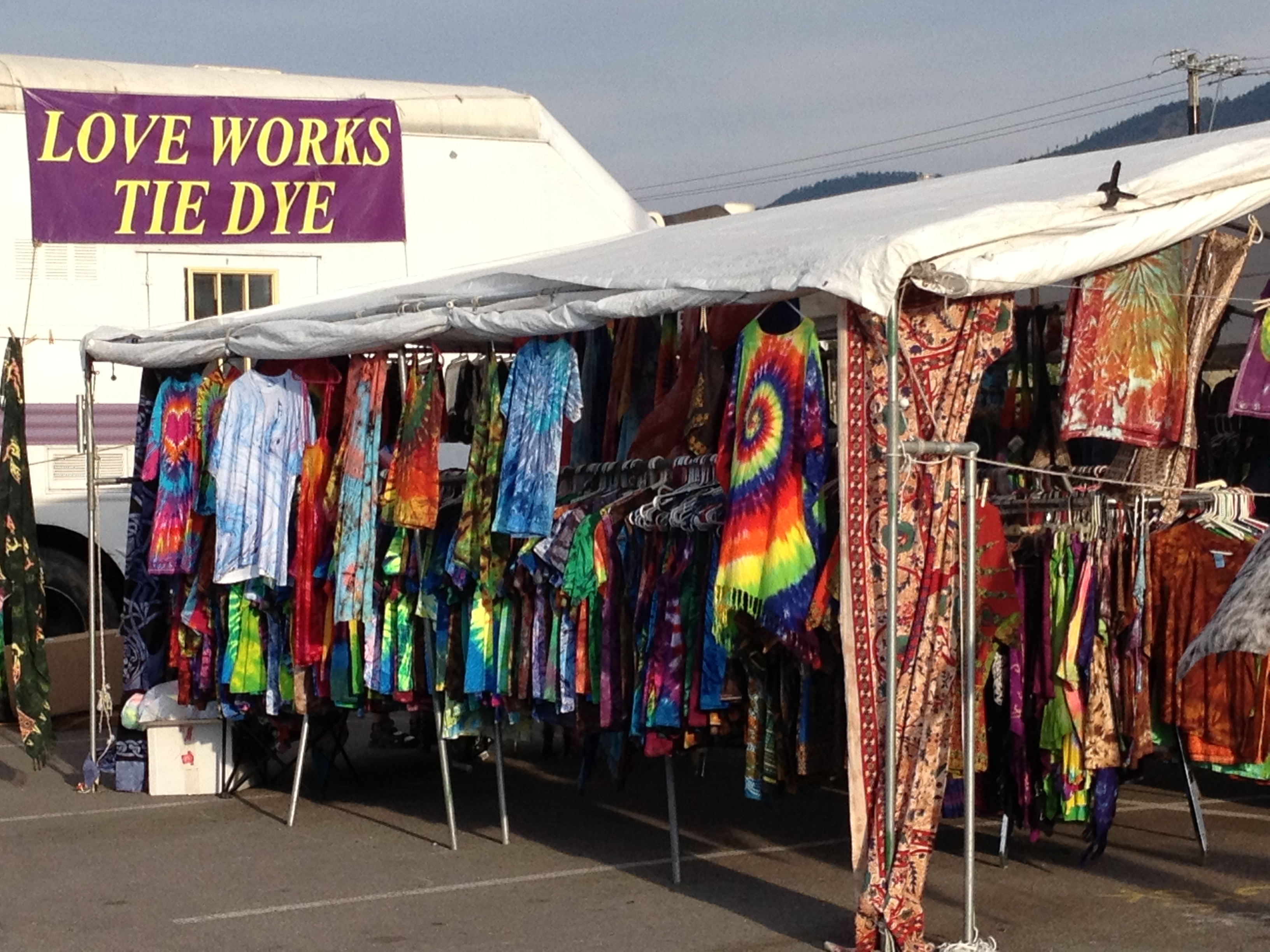
타이 다이 판매상, 2013년 7월

예를 들어, 2016년 미국 대통령 선거 전후 몇 달간의 미국의 정치적 분위기를 고려할 때, 2017년 런던, 밀라노, 뉴욕, 파리, 상파울루 등의 패션 위크에서 많은 디자이너들이 자신의 플랫폼과 영향력을 활용하여 고객에게 정치적 입장을 표명했다. 이로 인해 민주주의 가치에 대한 논란도 불거졌는데, 패션이 항상 정치적 논쟁을 위한 가장 포괄적인 플랫폼은 아니며, 상향식 메시지의 일방적인 전달이라는 점 때문이다.
명확한 정치적 입장을 취할 때, 디자이너들은 일반적으로 미덕의 의미를 담은 명확한 언어로 표현될 수 있는 문제들을 선호한다. 예를 들어, "패션 공간에서 통합, 포괄, 다양성, 페미니즘이라는 더 큰 메시지를 증폭시키기 위해" 디자이너 마라 호프만(Mara Hoffman)은 워싱턴 여성 행진의 설립자들을 초청하여 그녀의 쇼를 시작했는데, 이 쇼는 현대적인 유틸리티 의류 실루엣을 특징으로 하며, 비평가들은 이를 "현대 전사를 위해 만들어진" 옷이자 "아직 할 일이 있는 사람들을 위한 옷"이라고 묘사했다. 프라발 구릉은 "미래는 여성이다", "우리는 침묵하지 않을 것이다", "그럼에도 불구하고 그녀는 인내했다"와 같은 슬로건이 담긴 티셔츠 컬렉션을 선보였으며, 수익금은 미국 시민 자유 연맹과 플랜드페런트후드, 그리고 구릉 자신의 자선 단체인 "식샤 재단 네팔"로 기부되었다. 마찬가지로, 비즈니스 오브 패션은 소셜 미디어에서 #TiedTogether 운동을 시작하여, 편집자부터 모델에 이르기까지 업계 구성원들이 "패션 위크 동안의 단결, 연대, 포괄성"을 옹호하는 흰색 반다나를 착용하도록 장려했다.
패션은 건강한 행동을 장려하는 등 대의를 홍보하거나, 암 치료를 위한 기금을 모으거나, 청소년 보호 협회 또는 아동 병원과 같은 지역 자선 단체를 위한 기금을 모으는 데 사용될 수 있다.
하나의 패션 대의는 트래션으로, 이는 오염에 대한 인식을 높이기 위해 쓰레기를 사용하여 옷, 장신구, 기타 패션 아이템을 만드는 것이다. 현대의 트래션 예술가로는 마리나 드브리스(Marina DeBris), 앤 위저(Ann Wizer), 낸시 저드(Nancy Judd) 등이 있다. 다른 디자이너들은 펑크 운동의 전통에서 DIY 패션을 사용하여 업계의 엘리트주의에 대처하고 더 많은 포괄성과 다양성을 촉진했다.

## 인류학적 관점

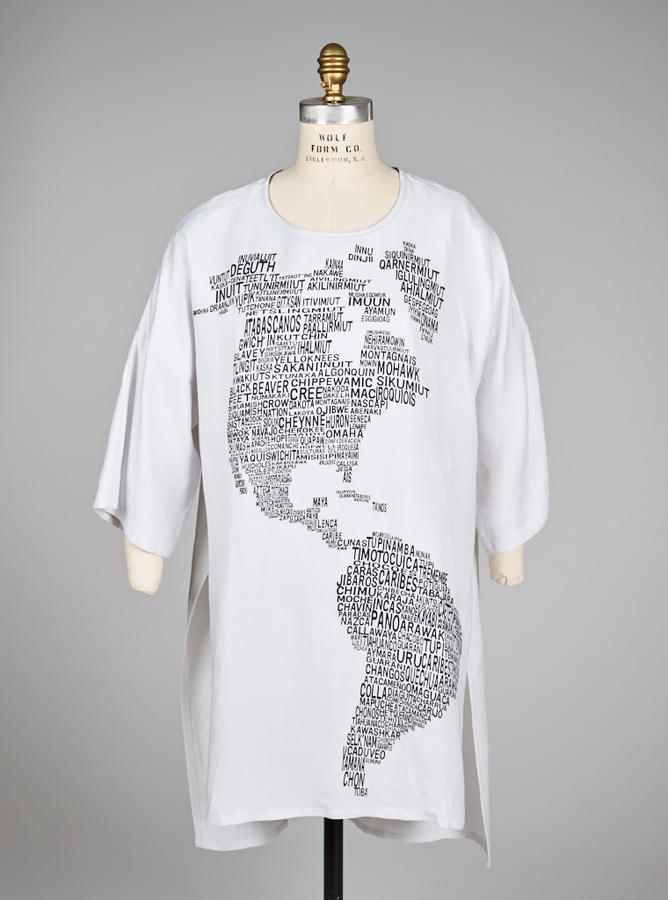
2018년 카를라 페르난데스와 페드로 레예스가 타예르 플로라를 위해 디자인한 원주민 아메리카 지도 튜닉.

학문적 관점에서 다양한 패션의 착용은 패션 언어의 한 형태, 즉 패션 문법을 사용하여 다양한 패션 진술을 생성하는 의사소통 방식으로 간주되어 왔다. 이는 영향력 있는 프랑스 철학자이자 기호학자인 롤랑 바르트의 저서에서 제시된 관점이다.
문화와 인간 사회를 연구하는 인류학은 특정 스타일이 왜 사회적으로 적절하다고 여겨지고 다른 스타일은 그렇지 않은지 질문하며 패션을 탐구한다. 상호작용주의 이론에 따르면, 특정 관행이나 표현은 공동체의 권력자들에 의해 선택되며, 이는 특정 시기에 권력의 영향을 받는 사람들에 의해 정의된 "패션"이 된다. 특정 스타일이 이미 존재하는 신념 체계에서 의미를 지닌다면, 그 스타일은 패션이 될 가능성이 더 높다.
문화 이론가 테드 폴히머스(Ted Polhemus)와 린 프로크터(Lynn Procter)에 따르면, 패션은 장식으로 묘사할 수 있으며, 여기에는 패션과 반패션이라는 두 가지 유형이 있다. 의류, 액세서리, 신발 등의 자본화와 상품화를 통해 한때 반패션을 구성했던 것이 패션과 반패션 간의 경계가 흐려지면서 패션의 일부가 된다. 이는 한때 패션의 변화 외부에 있던 표현들이 새로운 의미를 나타내기 위해 유행과 함께 휩쓸려 가는 방식이다. 예를 들어, 민족 의상의 요소가 유행의 일부가 되어 캣워크나 거리 문화에 나타나는 방식, 예를 들어 문신이 선원, 노동자, 범죄자에서 대중문화로 이동하는 방식 등이 있다.

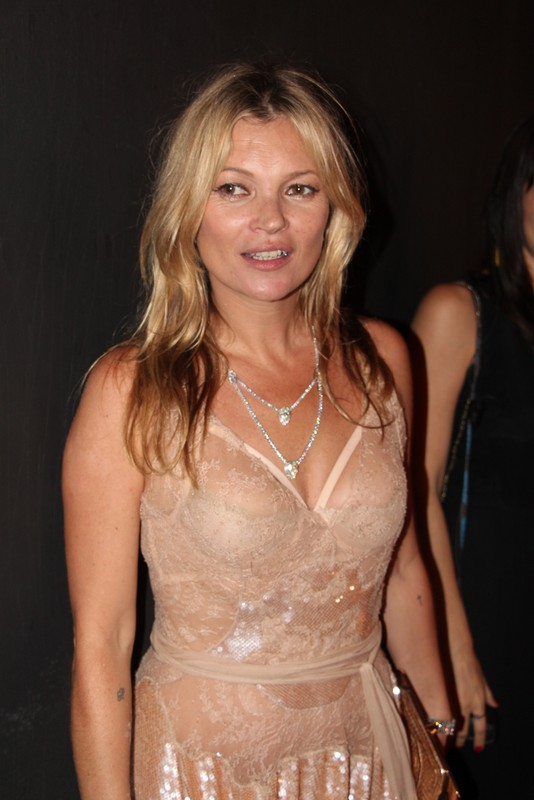
아름다움의 기준, 신체 이미지, 정체성의 문화적 변화를 구현하는 케이트 모스. 그런지와 하이 패션을 혼합한다.

문화 이론가 맬컴 버나드(Malcolm Bernard)에 따르면, 패션과 반패션은 정반대의 개념으로 다르다. 반패션은 고정되어 시간이 지나도 거의 변하지 않으며, 개인이 속한 문화적 또는 사회적 집단이나 거주지에 따라 다르지만, 그 집단이나 지역 내에서는 스타일이 거의 변하지 않는다. 반면 패션은 매우 빠르게 변할 수 있고(문화 진화) 특정 집단이나 지역에 국한되지 않고 사람들이 쉽게 소통할 수 있는 전 세계로 퍼져나간다. 반패션의 예로는 특정 의상과 디자인이 충실하게 재현되고 전통의 현상 유지를 목표로 하는 의식복 또는 전통 의복을 들 수 있다. 이는 일부 가부키 연극의 의상에서 볼 수 있는데, 일부 캐릭터 의상은 수세기 전의 디자인을 그대로 유지하며, 어떤 경우에는 그 역할을 '완벽하게' 연기했다고 여겨지는 배우들의 문장을 그대로 보존하기도 한다.
반패션은 현상 유지를 중요하게 여기는 반면, 패션은 사회 이동과 관련이 있다. 시간은 반패션에서는 연속성의 측면에서, 패션에서는 변화의 측면에서 표현된다. 패션은 장식 방식이 변화하는 반면, 반패션은 장식 방식이 고정되어 있다.
이 이론적 관점에서, 패션의 변화는 더 큰 산업 시스템의 일부이며, 이 시스템의 강력한 행위자들에 의해 스타일의 의도적인 변화로 구조화되고, 산업의 영향을 받는 채널(예: 유료 광고)을 통해 홍보된다.

## 지적 재산권

상품 총 매출 vs 지적 재산권법 (미국 2007년)

패션 산업에서는 영화 산업과 음악 산업처럼 지적 재산권이 강하게 보호되지 않는다. 지적 재산권 전문가 로버트 글래리스톤은 LA에서 개최된 패션 세미나에서 "의류에 대한 저작권법은 현재 업계에서 뜨거운 감자이다. 우리는 종종 디자이너들이 디자인에서 영감을 얻는 것과 다른 곳에서 노골적으로 훔치는 것 사이에 선을 그어야 한다"고 언급했다. 다른 디자이너의 디자인에서 영감을 얻는 것은 패션 산업이 의류 트렌드를 확립하는 능력에 기여한다. 지난 몇 년간 WGSN (패션 예측 회사)는 전 세계 패션 브랜드들이 서로에게서 영감을 얻도록 장려하는 패션 뉴스 및 예측의 지배적인 원천이었다. 새로운 트렌드를 확립하여 소비자들이 의류를 구매하도록 유혹하는 것은 일부에서는 산업 성공의 핵심 구성 요소라고 주장한다. 이러한 관점에서 이러한 트렌드 형성 과정을 방해하는 지적 재산권 규칙은 비생산적일 것이다. 반면에, 대기업에 의한 새로운 아이디어, 독특한 디자인, 디자인 세부 사항의 노골적인 도용이 많은 소규모 또는 독립 디자인 회사의 실패에 기여한다는 주장이 자주 제기된다.
모조품은 품질이 떨어져 구별할 수 있기 때문에 여전히 명품에 대한 수요가 존재하며, 상표나 로고만이 저작권으로 보호될 수 있으므로 많은 패션 브랜드는 이를 의류나 액세서리의 가장 눈에 띄는 부분으로 만든다. 특히 핸드백의 경우, 디자이너의 브랜드가 가방을 만드는 직물(또는 안감 직물)에 직조되어 브랜드가 가방의 본질적인 요소가 되기도 한다.
2005년, 세계 지식 재산권 기구(WIPO)는 섬유 및 의류 산업 내에서 중소기업을 더 잘 보호하고 경쟁력을 증진하기 위해 패션 산업 내에서 더 엄격한 지적 재산권 집행을 요구하는 회의를 개최했다.

## 같이 보기
- 패션 디자인
- 헤어스타일
- 드레스 코드
- 메이크오버(영어판)